# 丸の内シャトル

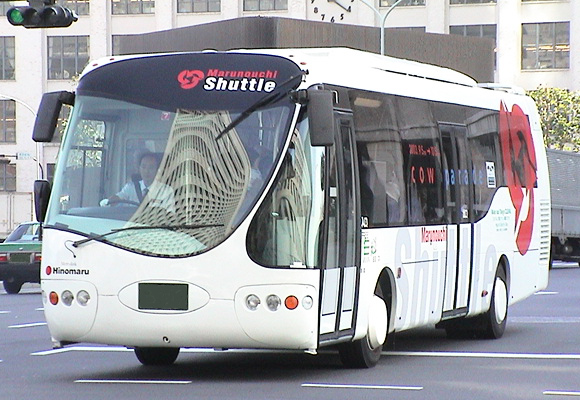
丸の内シャトルの専用車両（東京駅丸の内口前）

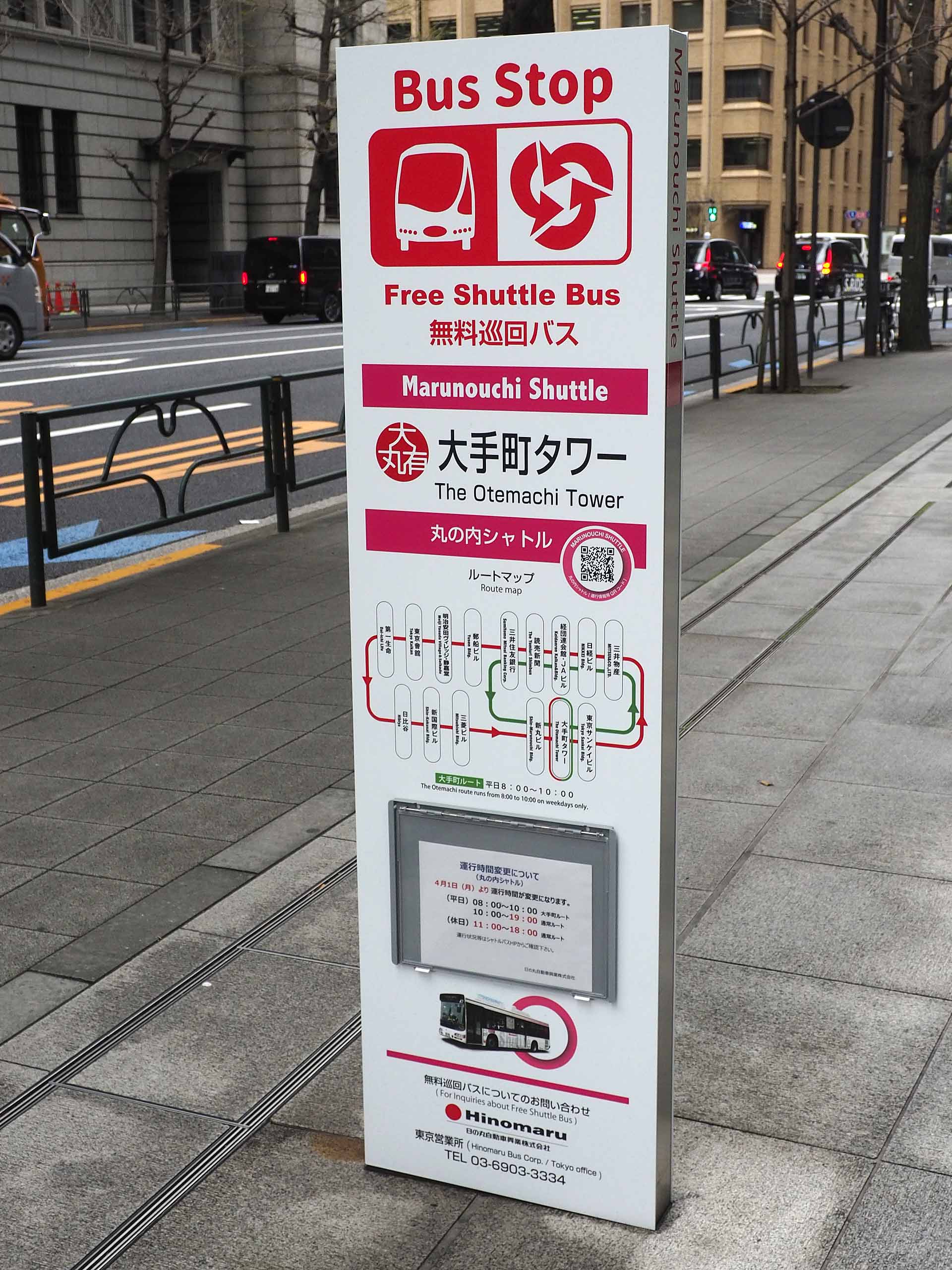
丸の内シャトルのバス停留所（大手町タワー）

丸の内シャトル（まるのうちシャトル、Marunouchi Shuttle）は、東京駅西側の、東京都千代田区大手町・丸の内・有楽町地区を周回する無料巡回バスである。日の丸自動車興業が運行し、運行経費は沿線企業・施設からの協賛金で賄っている。2003年（平成15年）8月22日開業。

## 概要
東京都心の丸の内地区を中心に、大手町地区から有楽町地区までの範囲を循環するバス路線である。バス停留所に乗客がいない場合でも必ず全ての停留所に停車する。
運行ダイヤは、毎日10時台 - 18時台まで12 - 15分間隔で運行される他、平日のみ8時・9時台は通勤輸送のため丸の内・大手町地区のみの循環運行が行われる。18時台は各停留所の発車時刻が決まっている。通常ルートの一周は約35 - 45分。平日の8・9時台、平日の10時台 - 19時台、休日のそれぞれで運行経路が変わるほか、近隣でイベントが開催される場合には延長運行が行われることもある（後述）。
無料かつ予約不要であるため、この近辺での移動には便利な交通機関である。ただし元日のみ沿線の企業・商店の多くが休業しており、地域への来訪者とバス利用者が少ないため運休される。

## 運行経路

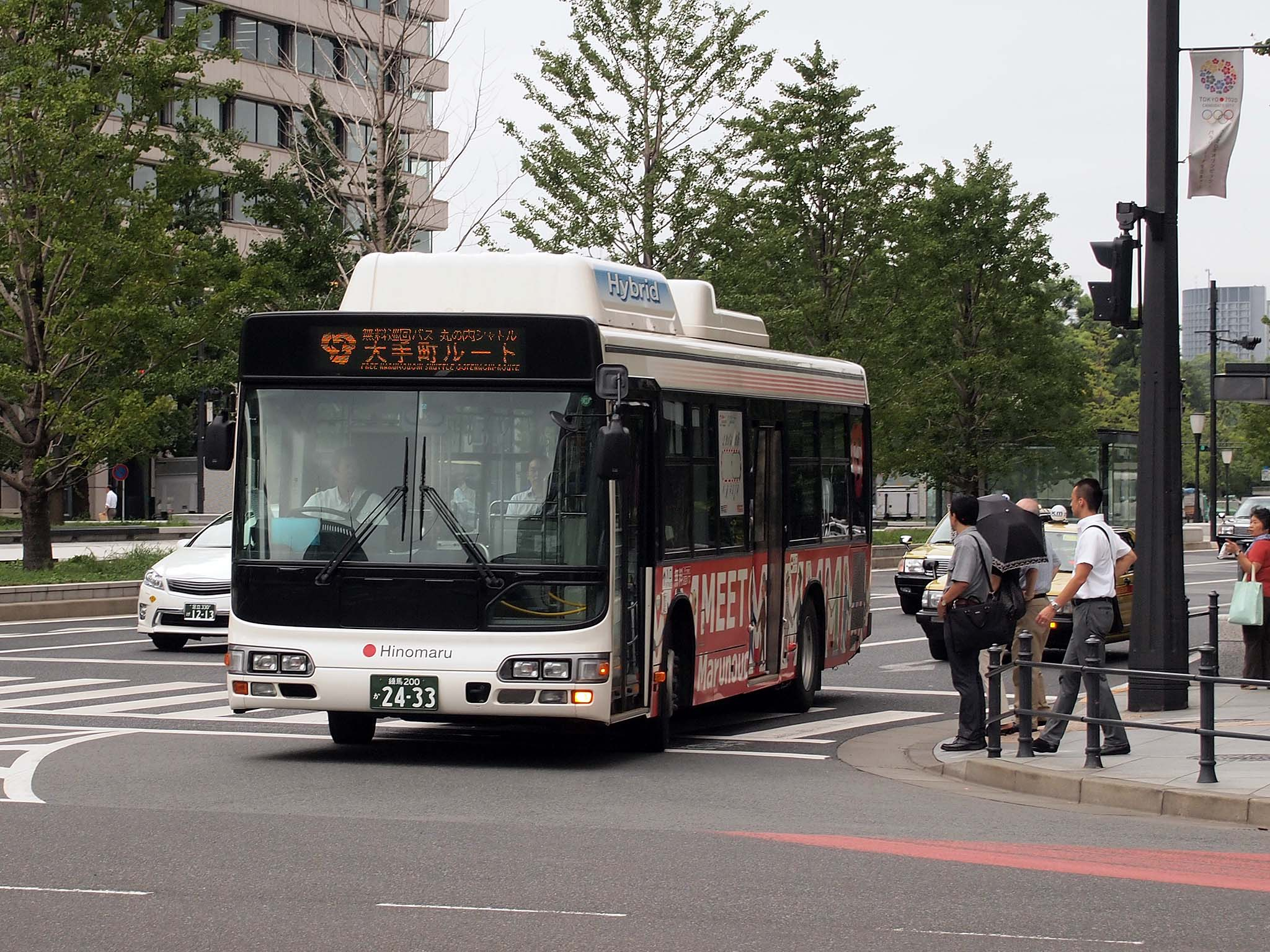
平日朝に運行される大手町ルート
（新丸の内ビル付近にて、2013年撮影）

平日10時~19時、土曜・休日11時~18時
新丸の内ビル → 大手町タワー → 東京サンケイビル → 三井物産 → 日経ビル → 経団連会館・JAビル → 三井住友銀行 → 明治安田ヴィレッジ・静嘉堂 → 東京會舘 → 第一生命 → 日比谷 → 新国際ビル → 三菱ビル → 新丸の内ビル
平日8時・9時台
新丸の内ビル → 大名小路  → 大手町タワー → 東京サンケイビル → 三井物産 → 日経ビル → 経団連会館・JAビル → 読売新聞 → 三井住友銀行 → 新丸の内ビル

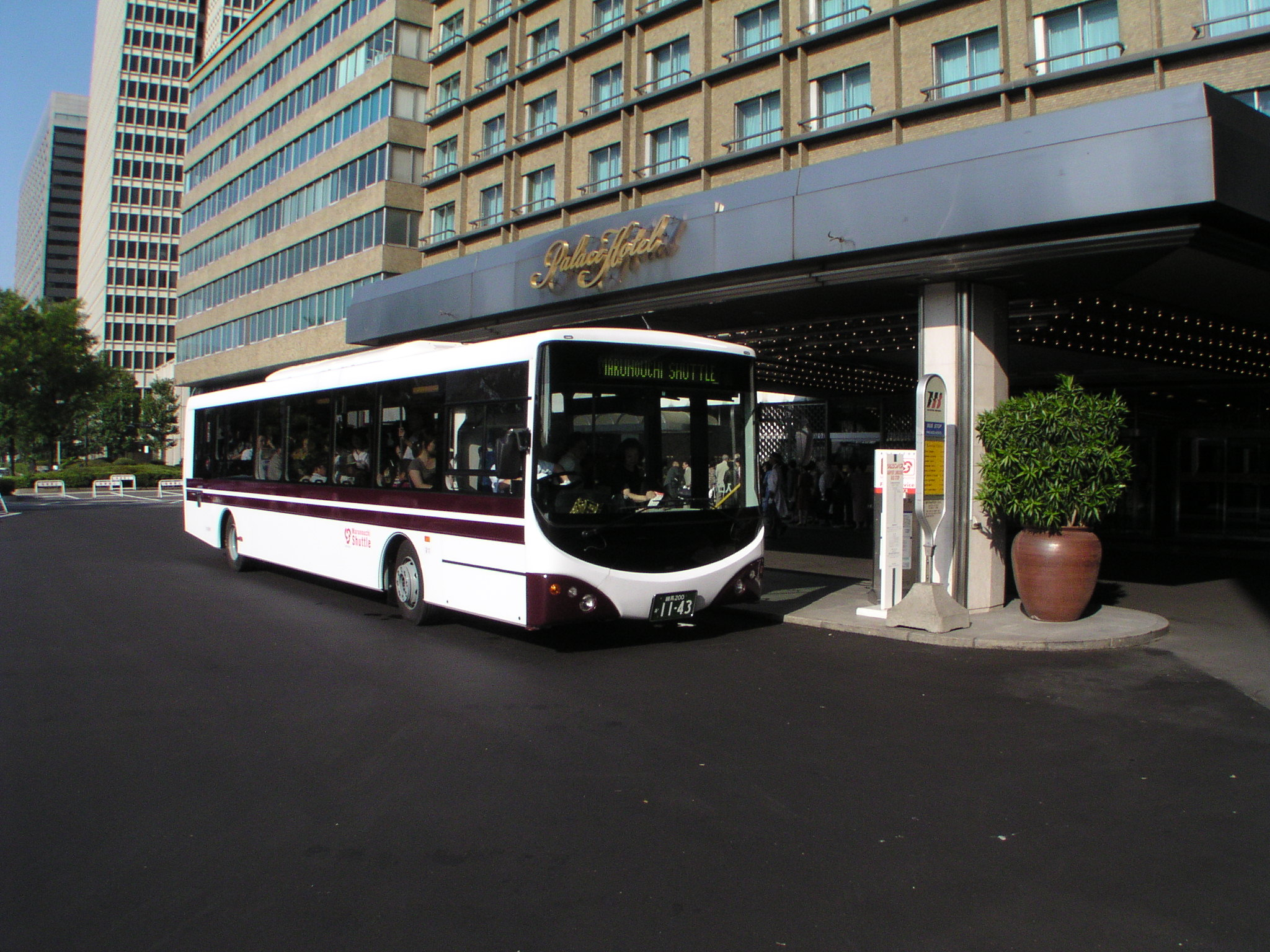
2009年まで実施されていたパレスホテル乗り入れ（2004年撮影）。
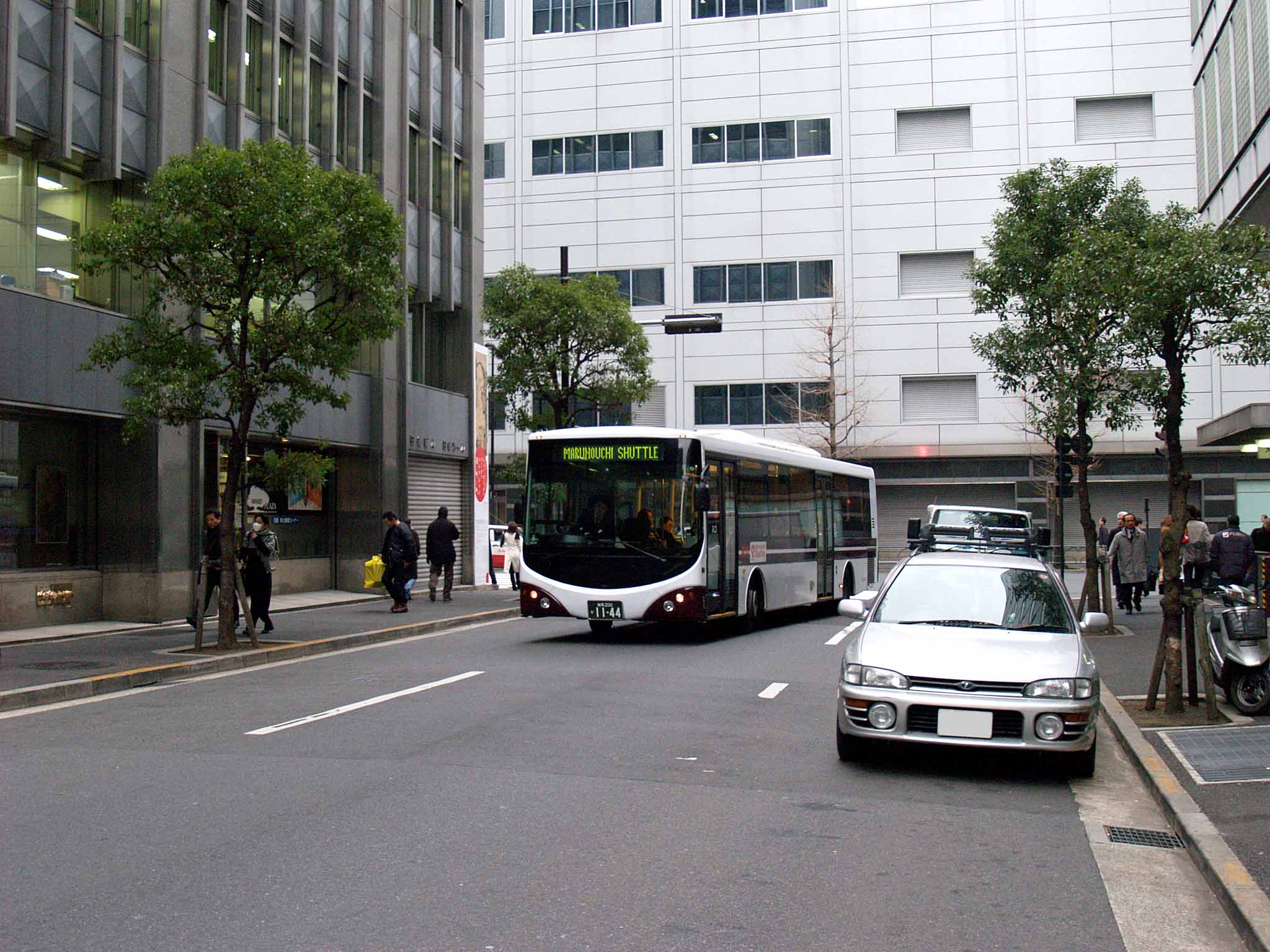
運行初期は大名小路の旧日経ビル付近から日比谷通りへ向かっていた。現在はこの位置に大手町フィナンシャルシティが建っていて廃道になったため、鎌倉橋・神田橋経由に変更されている（2006年撮影）。
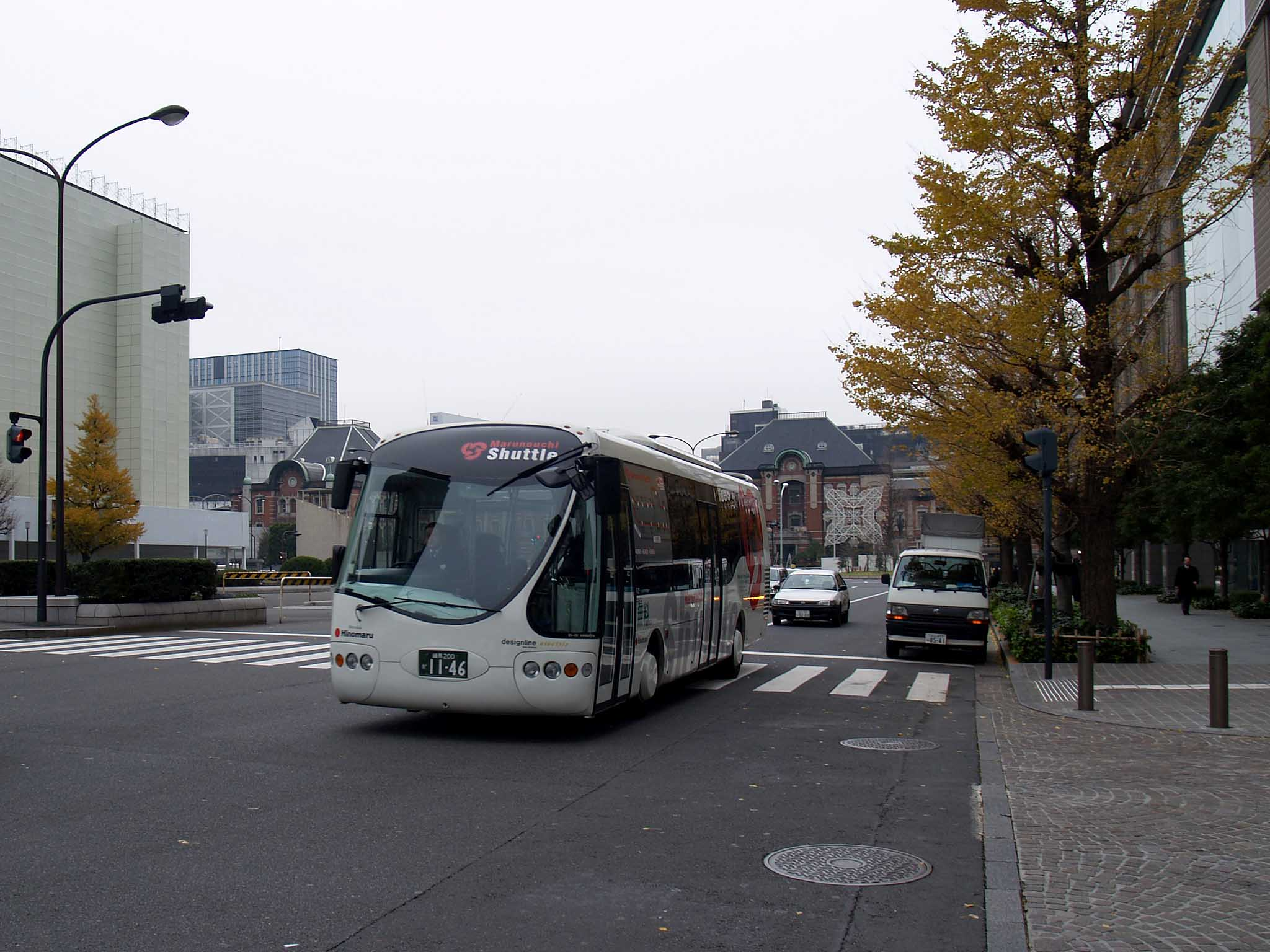
運行初期に実施されていた朝の有楽町ルート。三菱ビルと郵船ビルの間を行幸通り経由でショートカットしていた（2004年撮影）。

## 沿革
- 2003年
  - 8月22日 開業。タービン電気バス4台体制（使用2台・予備2台）で運行。
  - 11月 携帯電話利用者向けにバスロケーションシステムの情報提供開始[2]。
- 2004年
  - 3月 メトロリンク日本橋の開業に伴い、タービン電気バス2台を供出。予備車は東京ベイシャトルと共通化。
  - 7月 新丸の内ビル建て替え工事のため、新丸の内ビル停留所を休止、代替として三菱UFJ信託銀行本店停留所を新設。
  - 8月 専用予備車を導入。
  - 8月21日 - 10月3日 「琳派展」開催に伴い、土曜・休日に東京国立近代美術館への延長運転を行う（後述）。
  - 9月 丸の内マイプラザ停留所を新設。
- 2006年
  - 4月1日・2日 千代田さくら祭りに伴い、九段・神田方面へ延長運転される。（後述）
  - 8月19日 - 10月15日 「モダン・パラダイス展」開催に伴い、土曜・休日に東京国立近代美術館への延長運転を行う。
- 2007年
  - 3月31日・4月1日 千代田さくら祭り開催に伴い、九段・神田方面へ延長運転。この年より延長運転で外神田へ乗り入れる。
  - 5月2日 東京ミッドタウン日比谷建設工事のため、三信ビル停留所を廃止。
  - 12月1日 新丸の内ビル停留所を再開、三菱UFJ信託銀行本店停留所は11月30日で廃止。
- 2008年
  - 3月29日・30日 千代田さくら祭り開催に伴い、九段・神田方面へ延長運転。秋葉原駅交通広場へ乗り入れる。
  - 5月7日 都営バス日比谷停留所（都03系統・晴海方向、ザ・ペニンシュラ東京付近）に、日比谷停留所を併設。
- 2009年
  - 1月2日 建て替え工事のためみずほ銀行停留所を休止、工事期間中は通過扱い。
  - 2月1日 建て替え工事のためパレスホテル停留所を2012年まで休止、工事期間中は日比谷通りをショートカット。
  - 5月8日 大手町1丁目再開発の進捗に伴い大手町地区の経路を変更、日経ビル停留所、経団連会館・JAビル停留所、三井住友銀行停留所を新設。周回所要時間の増加に伴い2台運行から3台運行に増強。
- 2010年
  - 2月 - 3月 WILLCOM CORE XGPを利用したライブカメラの映像伝送・配信実証実験を実施。期間中は一部の車両に公衆無線LANアクセスポイントも設置される。
  - 10月30日・31日 千代田の秋祭り開催に伴い、九段・神田方面へ延長運転される。東京国立近代美術館へ乗り入れ。
  - （時期不詳）日野・ブルーリボンシティハイブリッドを導入。
- 2011年
  - 5月1日 大手町1丁目再開発の進捗に伴い、三井住友銀行停留所を休止、工事期間中は通過扱い。
  - 10月29日・30日 千代田の秋祭り開催に伴い、神田方面へ延長運転される。29日限定で日本橋室町へ乗り入れ。
- 2012年
  - 4月7日・8日 千代田さくら祭り開催に伴い、九段・神田方面へ延長運転される。日本橋室町へ乗り入れ。
  - 10月27日・28日 千代田の秋祭り開催に伴い、神田・日本橋方面へ延長運転される。
- 2013年
  - 9月1日 iPhoneおよびAndroidスマートフォン向けの運行情報アプリケーションが配信される。
- 2014年
  - 5月3日-5日 ラ・フォル・ジュルネ・オ・ジャポン音楽祭開催に伴い増発運行される[3]。
  - （時期不詳）建て替え工事で休止していたみずほ銀行停留所が「大手町タワー」に改称されて再開。
- 2015年
  - 2月1日 建て替え工事のため東京會舘停留所を休止、工事期間中は通過。
  - （時期不詳）建て替え工事で休止していた三井住友銀行停留所を再開。
- 2017年
  - 4月1日・2日 千代田さくら祭り開催に伴い、九段・神田方面へ延長運転される。御茶ノ水駅・神田明神を経由。
- 2019年
  - 1月8日 丸の内二重橋ビルへの建て替え工事で休止していた東京會舘停留所を再開。
- 2020年
  - 4月8日 2019年に発生した新型コロナウイルス感染症 (COVID-19)により、4月7日に首都圏1都3県に発出された緊急事態宣言を受け、翌4月8日より全便運休。
  - 6月8日 緊急事態宣言の解除を受け、この日より運行再開。
  - 7月3日 三井物産停留所を新設。
- 2021年
  - 4月25日 新型コロナウイルス感染症による緊急事態宣言を受け、この日より再度全便運休。
  - 6月21日 緊急事態宣言の解除を受け、この日より運行再開。東京オリンピック・パラリンピック大会に伴う交通規制を受け、同年9月30日まで短縮運行、東京會舘・第一生命・日比谷・新国際ビルの各停留所を休止。
- 2023年
  - 9月1日 第97回「ひと×まち防災訓練」に参加[4]。
- 2024年
  - 4月1日 運行時間帯を縮小するダイヤ改定。
  - （時期不詳）丸の内マイプラザ停留所を明治安田ヴィレッジ・静嘉堂に改称。
  - 10月7日 東京都が公募する2024年度の「バイオ燃料活用における事業化促進支援事業」の事業者に日の丸自動車興業が選定され、ユーグレナ製の次世代バイオ燃料「サステオ」の使用を開始[5][6]。
- 2024年
  - 4月7日 日比谷停留所を有楽町電気ビルのJR高架側道へ移転、都営バスとの共同使用を終了。

## 主なスポンサー
スポンサーは車両後部に表記されるほか、車内のテレビでは一部企業の映像広告も放映される（太字）。丸の内という地域柄、三菱グループ色が強い。
- 東京海上日動火災保険
- 三菱商事
- 三菱地所
- NTT都市開発
- 東京會舘
- 読売新聞社（読売新聞ニュースを車内で放送）
- サンケイビル（産経新聞社ニュースを車内で放送）
- 日本経済新聞社（新社屋の車寄せに停留所を設置）
- 明治安田生命保険
- 第一生命保険
- 日本政策投資銀行
- パレスホテル（建て替え前は車寄せに停留所を設置）
- みずほフィナンシャルグループ（大手町タワーに停留所を設置）
- 三菱UFJフィナンシャル・グループ
- 東京建物
- 丸の内熱供給（地域熱供給）
- 日本生命保険
- 日本郵便
- 大手町カンファレンスセンター
- 三井物産
- 日の丸リムジン

### 過去のスポンサー
- ディーシーカード
- 日本郵船
- ビックカメラ
- 竹中工務店
- 東京電力
- 三井住友銀行

## 延長運転・経路変更

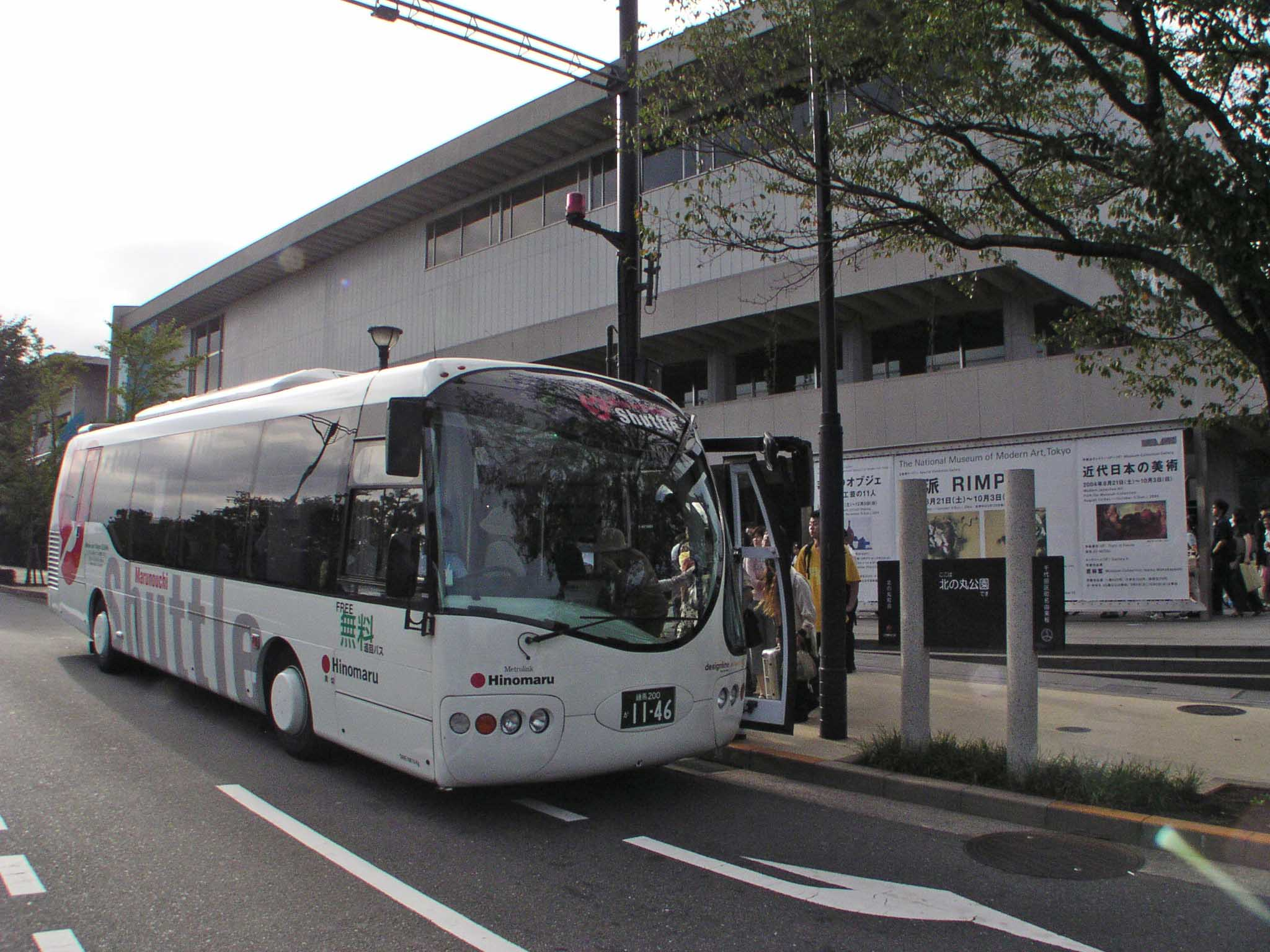
琳派展の来館者輸送で東京国立近代美術館前に停車する丸の内シャトル
（2004年9月11日）

丸の内シャトルは沿線地域の催事に合わせて、主催者の依頼で臨時に運行経路を変更することがある。
東京国立近代美術館への延長
2004年に北の丸公園の東京国立近代美術館で開催された尾形光琳の企画展「琳派展」の来館者輸送のため、8月21日 - 10月3日の土曜・休日に東京国立近代美術館までの延長運行が実施された。一周あたり約6.8km（土曜）/7.8km（日曜）、所要時間が約45分に延びたため予備車1台が応援に入り、3台体制で運行された。美術館前を通る代官町通りの構造上、一度美術館の前を通過し、北の丸公園内で転回して美術館前に停車した。2006年8月19日 - 10月15日の土曜・休日に同館で開催された「モダン・パラダイス展」の来館者輸送や、2010年10月30日・31日の千代田の秋祭りでも実施された。
千代田さくら祭りに伴う九段・神田方面への延長
2006年4月1日・2日に九段の千鳥ヶ淵・靖国神社周辺での観桜と千代田区北部への回遊に対応すべく、九段下・神田神保町・神田小川町・神田駅方面へ延長運転された。延長部を含めた8の字状の経路（約9.3km）を約1時間で周回、運転士の交替は千代田区役所（旧庁舎）で行われ、予備車2台が加わった4台体制で運行された。車両には「さくら祭り号」のステッカーを掲出、千代田区観光協会と沿線商店会の協賛で靖国通り・外堀通り等に臨時停留所も設けられた。

2007年3月31日・4月1日運行分は経路が外神田へも拡大され、東京都産業労働局秋葉原庁舎付近に秋葉原電気街停留所が設置されたことで、一周約10.9km、所要時間が1時間15分に延びたため、専用車・予備車各2台にくわえ、更に東京ベイシャトル仕様車1台が応援に加わり、5台体制で運行された。
2008年3月29日・30日にも2007年と同様5台体制で延長運転されたが、外神田地区の停留所が秋葉原駅交通広場に変更され、一周11.2kmに延びた。
2009年3月28日・29日運行分は東京サンケイビル - 千代田区役所（旧庁舎）間に新たに学士会館停留所が追加され、竹橋駅や北の丸公園付近での観桜に対応することになった。また秋葉原駅の東側（交通広場）に加えて西側（名称は「秋葉原電気街」）にも停留所が設けられ、秋葉原駅→神田駅→神田橋の経路が靖国通り - 外堀通り経由から昭和通り - 神田金物通り（神田駅南口）経由に変更された結果、一周11.9kmに延びた。
2010年は2009年と同様の体制で運行され、運転日は2日間から3月27日・28日、4月3日・4日の計4日に拡大された。丸の内シャトルの通常周回距離が2009年5月に延びた関係で一周あたりの距離は12.0kmに延びた。
2011年は3月に発生した東北地方太平洋沖地震（東日本大震災）の影響で桜祭りが中止になり、丸の内シャトルの延長運転も行われなかった。
2012年4月7日・8日運行分は千代田区役所の停留所が旧庁舎から新庁舎に変更されたことで、東京サンケイビル - 千代田区役所間は錦町マルシェ停留所（プラットフォームスクウェア） - 本郷通り - 靖国通り経由に、千代田区役所 - 神保町間は竹橋経由に改められたことで、学士会館に代えて毎日新聞社前（パレスサイドビル）に停車、神保町では靖国通りの東西両方向に停留所が設置された。また同日実施された、和泉橋から出航する神田川・日本橋川クルーズ船へのアクセスを図るため、秋葉原の最寄り停留所は和泉橋出張所前の「秋葉原和泉橋船着き場前」に変更され、運転士の交替も和泉橋で行われた。秋葉原から東京サンケイビルへの復路は万世橋から中央通り - 日本橋 - 永代通り経由となり神田駅は通過、メトロリンク日本橋の日本橋室町一丁目と日本橋南詰にも停車した。
2013年は2012年とほぼ同様の体制で運行されたが、錦町マルシェ経由は見送られた。運転日は当初4月6日・7日の2日間を予定していたが、桜の開花が早まったことで3月30日・31日にも追加され、計4日に拡大された が、本来の運転日だった4月6日・7日は荒天および強風のため延長運転は中止された。
2014年は2013年と同様の体制で3月29日・30日に運行された。
2015年3月28日・29日運行分は九段・竹橋エリアの経路が変更され、従来の東京サンケイビル - 神田橋交差点 - 竹橋 - 九段 - 神保町に戻された。これにより竹橋停留所がパレスサイドビルの裏手・首都高速竹橋ジャンクション高架下の区道に、千代田区役所停留所は千代田区観光協会が入居する千代田会館前に設置された。
2016年は2015年と同様の体制で4月2日・3日に運行された。ただし4月3日は春の名橋日本橋まつりで交通規制が敷かれて日本橋が通行止めになったため、日本橋南詰停留所を休止して日本橋室町一丁目 - 東京サンケイビル間は呉服橋経由で迂回運行された。
2017年4月1日・2日運行分は神田エリアの経路が変更され、小川町 - 淡路町間で御茶ノ水駅（聖橋口）と神田明神に停車、淡路町老舗街停留所が靖国通り上からマーチエキュート神田万世橋前（JR神田万世橋ビル、旧交通博物館跡）に移転した。メトロリンク日本橋の日本橋室町一丁目停留所は今回から通過。
2018年は2017年と同様の体制で3月31日・4月1日に運行された。
2019年も2017年と同様の体制で3月30日・31日に運行された。
2020年から2022年は2019年に発生した新型コロナウイルス感染症 (COVID-19)の影響で桜祭りが中止になり、丸の内シャトルの延長運転も行われなかった。
2023年は4年ぶりに再開され、3月25日・26日に運行された。竹橋および御茶ノ水駅停留所が廃止され、日本橋室町停留所が中央通りの三越本店向かい：コレド室町3（千葉銀行東京営業部）前に移設された。
2024年は3月23日・24日に運行された。
2025年は3月29日・30日に運行され、小川町スポーツ店街停留所は今回は通過。

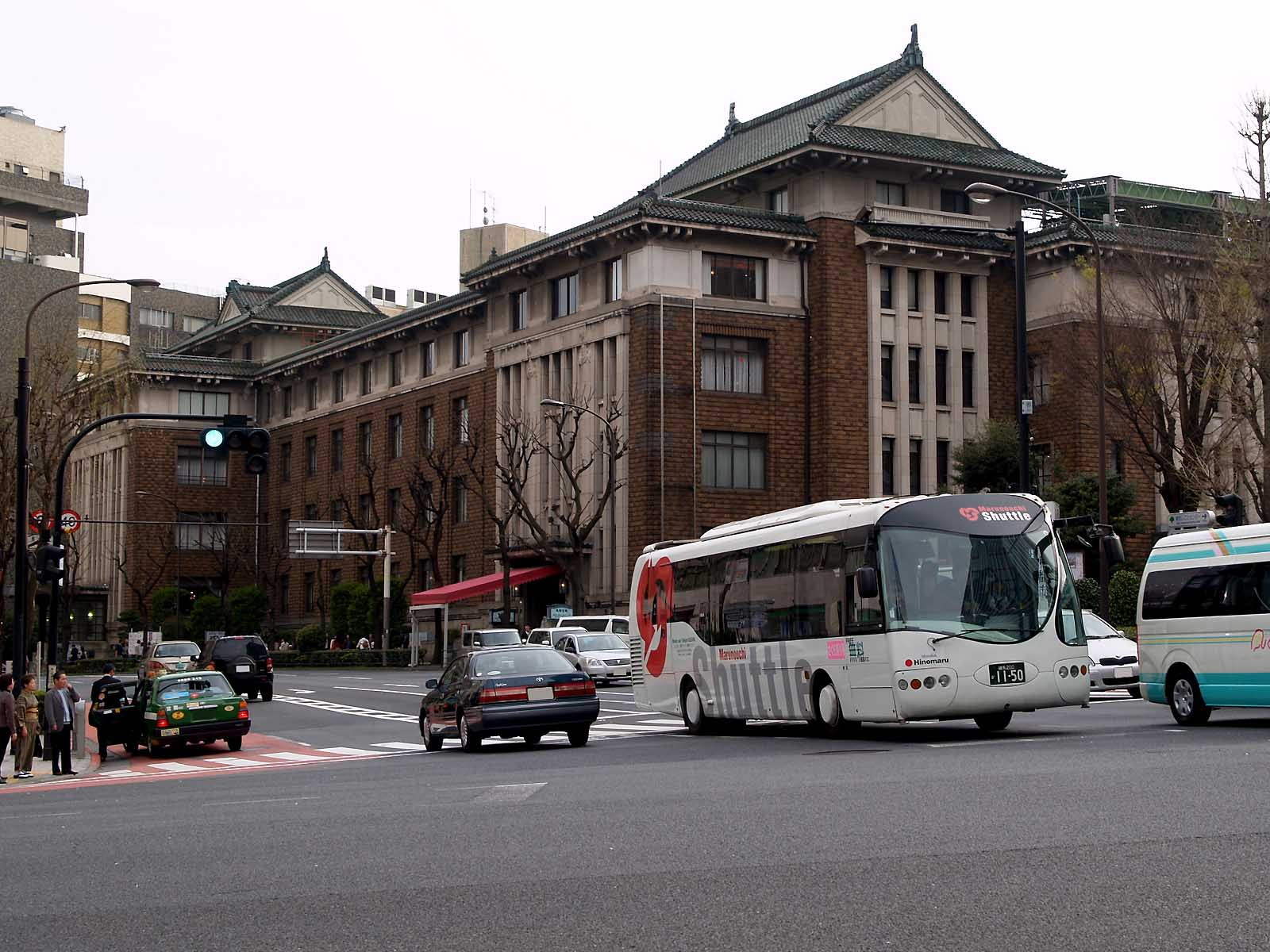
千代田さくら祭りの延長運転で九段下交差点に現れた丸の内シャトル （2007年4月1日、背景の建物は九段会館）
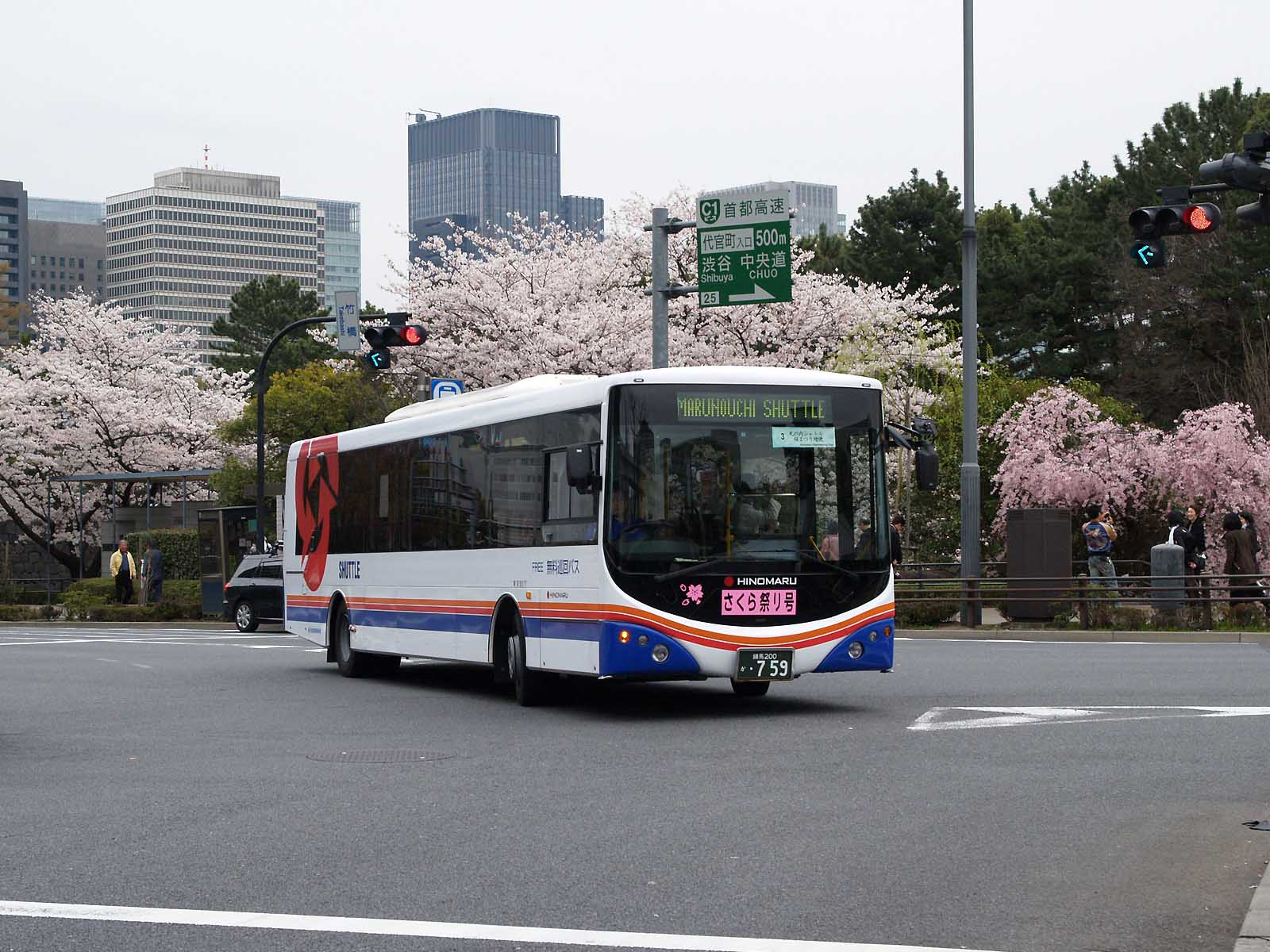
千代田さくら祭りの延長運転で増発便に加わった東京ベイシャトルの車 （2008年3月30日、竹橋交差点にて）
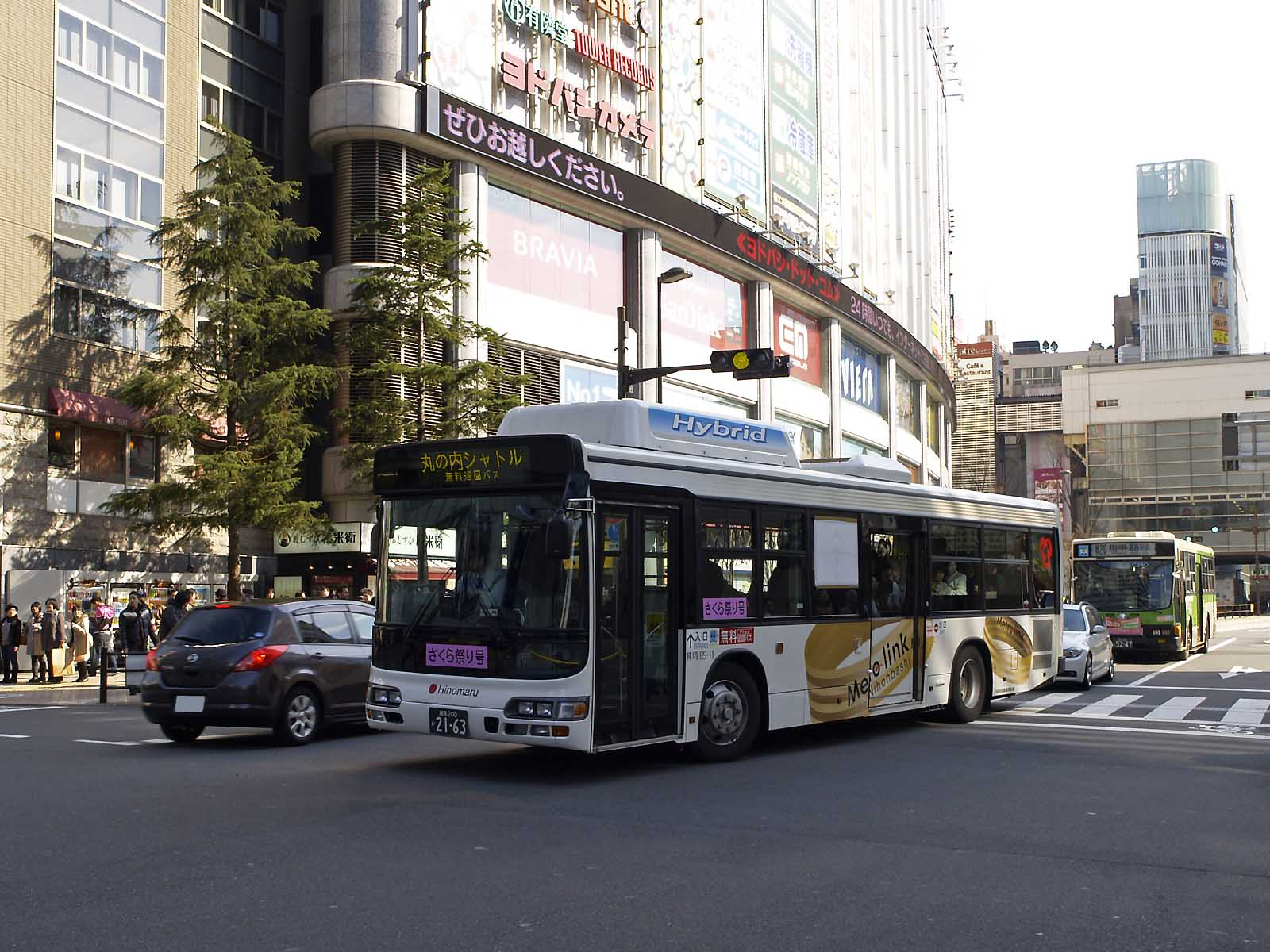
千代田さくら祭りの延長運転で増発便に加わったメトロリンク日本橋の車 （2010年3月27日、秋葉原駅付近にて）
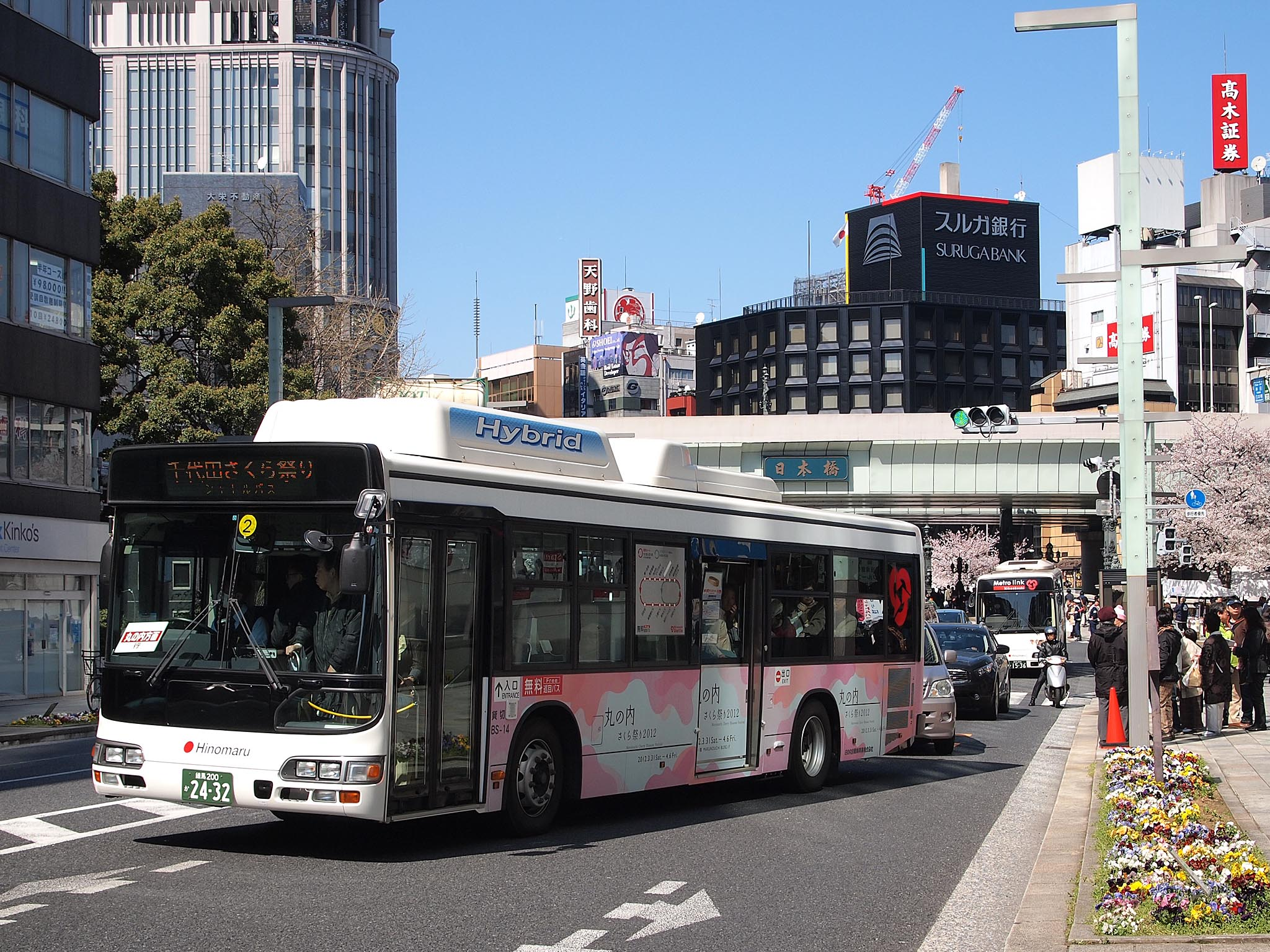
2012年の延長運転からは日本橋室町経由で運行される （2012年4月8日、後ろにメトロリンク日本橋が続いている）
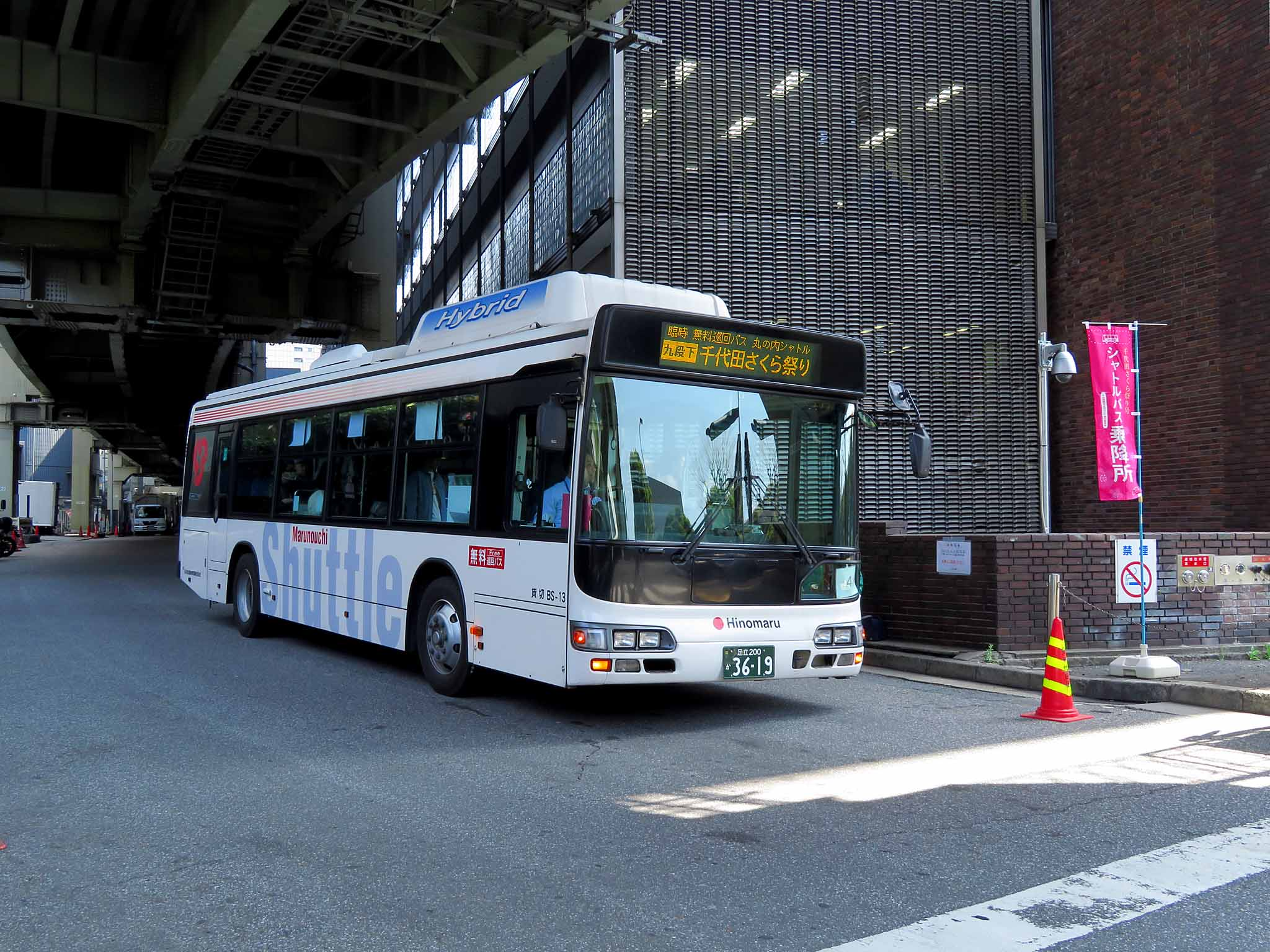
2015年～2019年の延長運転では竹橋停留所が内堀通り沿いからパレスサイドビル裏手に変更された （2018年4月1日）
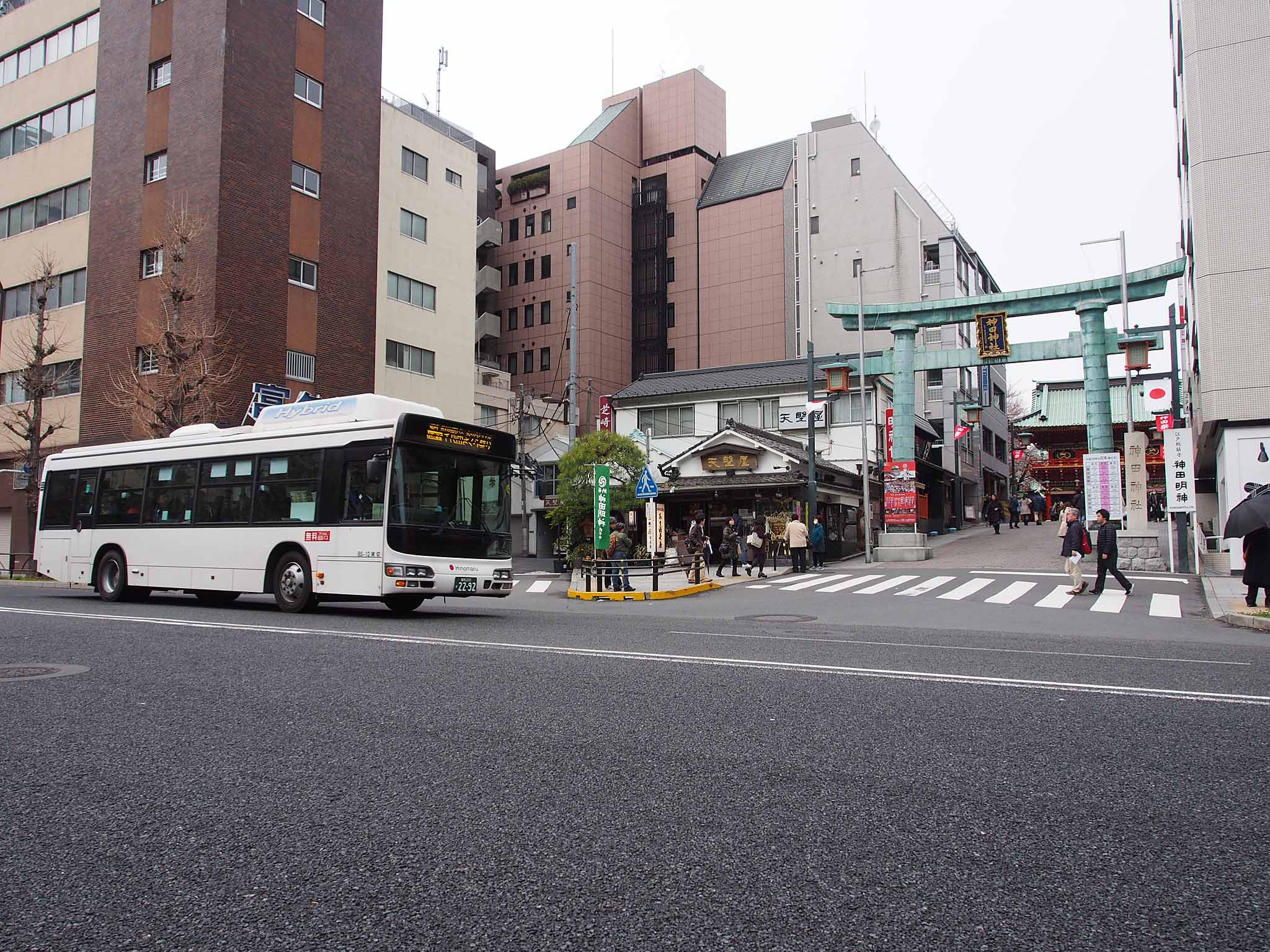
2017年の延長運転からは神田明神経由で運行される （2017年4月1日）
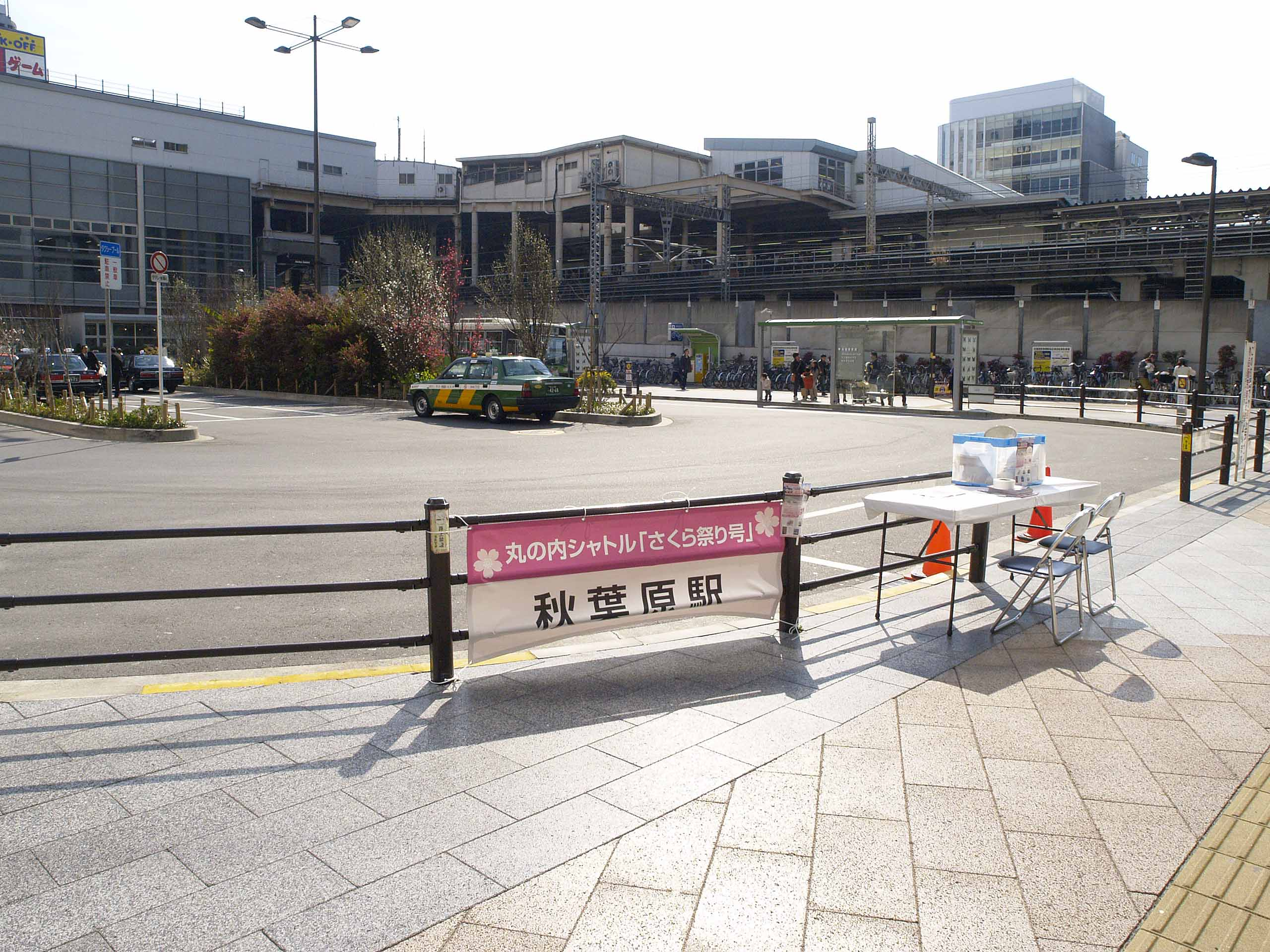
延長区間の停留所に掲出された横断幕 （2010年、秋葉原駅にて）
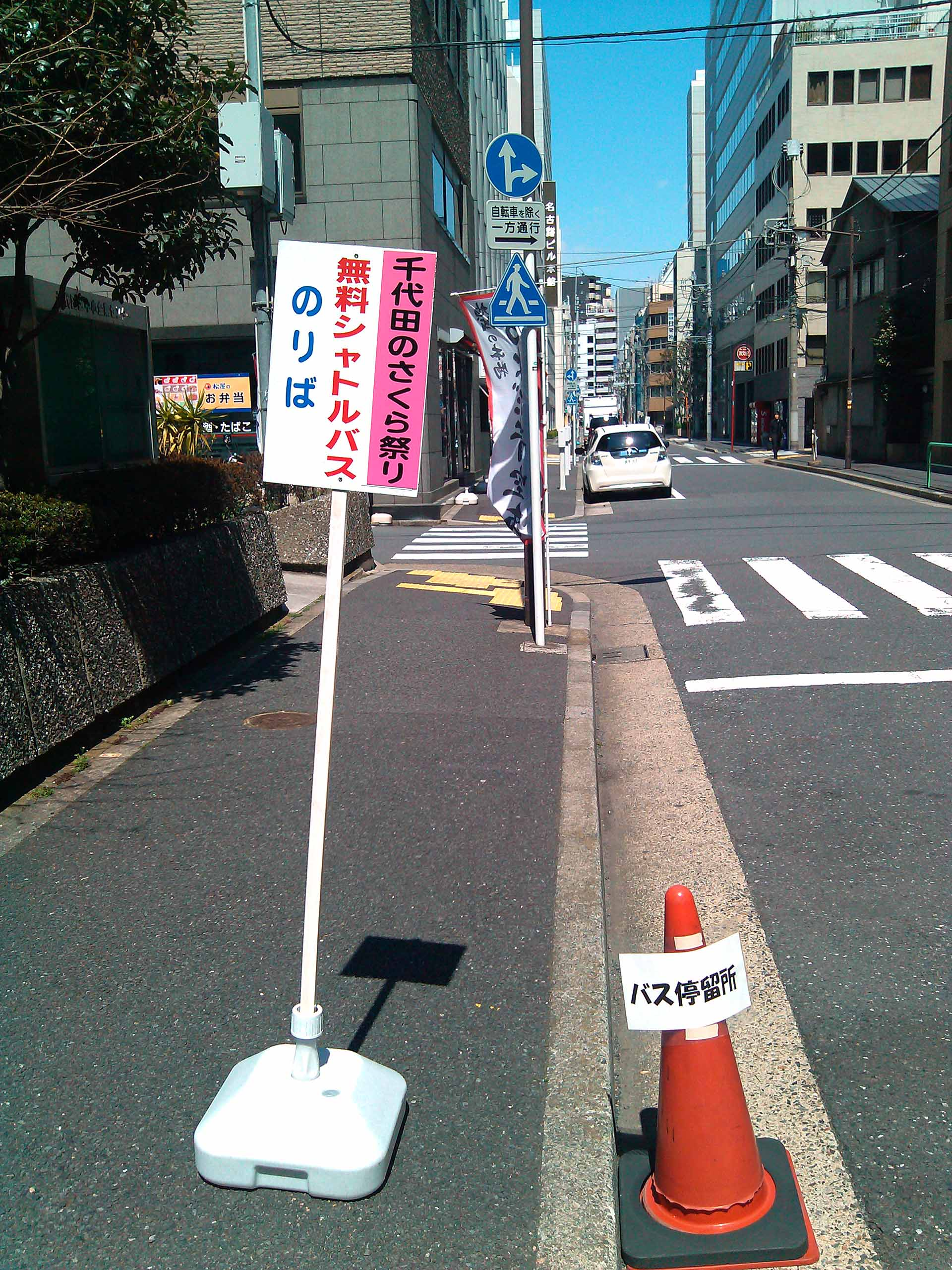
延長区間の停留所に掲出されたプラカード （2012年、錦町マルシェにて）
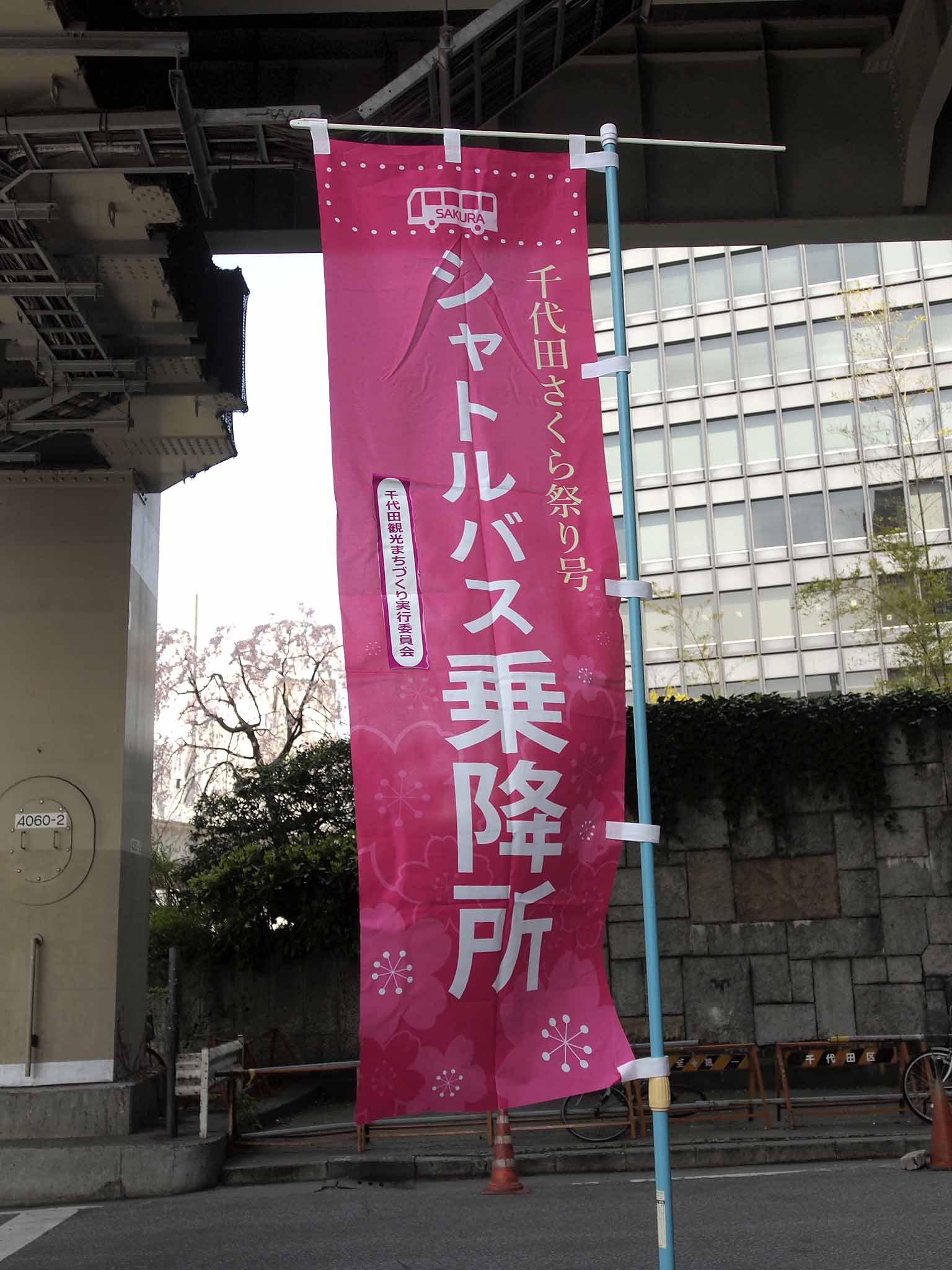
延長区間の停留所に掲出される幟 （2018年、竹橋・パレスサイドビルにて）

千代田の秋祭りに伴う神田方面への延長
2010年10月30日・31日に神田神保町で開催された「神田古本まつり」「神保町ブックフェスティバル」および神田駿河台・神田小川町で開催された「神田スポーツ祭り」にあわせ、秋にも神田方面への延長運転が実施された。神田神保町から東京国立近代美術館を往復、淡路町老舗街から昌平橋通り - 蔵前橋通り - 昭和通りを経由、外神田では秋葉原駅に加えて3331 Arts Chiyodaに停車した。
2011年10月29日・30日の運転では、神田神保町から東京国立近代美術館には入らず竹橋の毎日新聞社で折り返し、淡路町老舗街から岩本町経由で和泉橋出張所へ短縮した。通常ルートでは東京国際フォーラム - 三菱ビル間で三菱一号館に停車した。また10月29日限定で日本橋室町一丁目を経由、丸の内シャトルが初めてメトロリンク日本橋の運行区間に乗り入れた。
2012年10月27日・28日、2013年11月2日・3日の運転では、神田小川町から神田神保町・毎日新聞社を往復、和泉橋を経由してメトロリンク日本橋の日本橋室町一丁目と日本橋南詰にも乗り入れた。
2014年11月1日・2日の運転では、東京サンケイビルを出ると日本橋川に沿って神保町へ向かう経路に変更された。

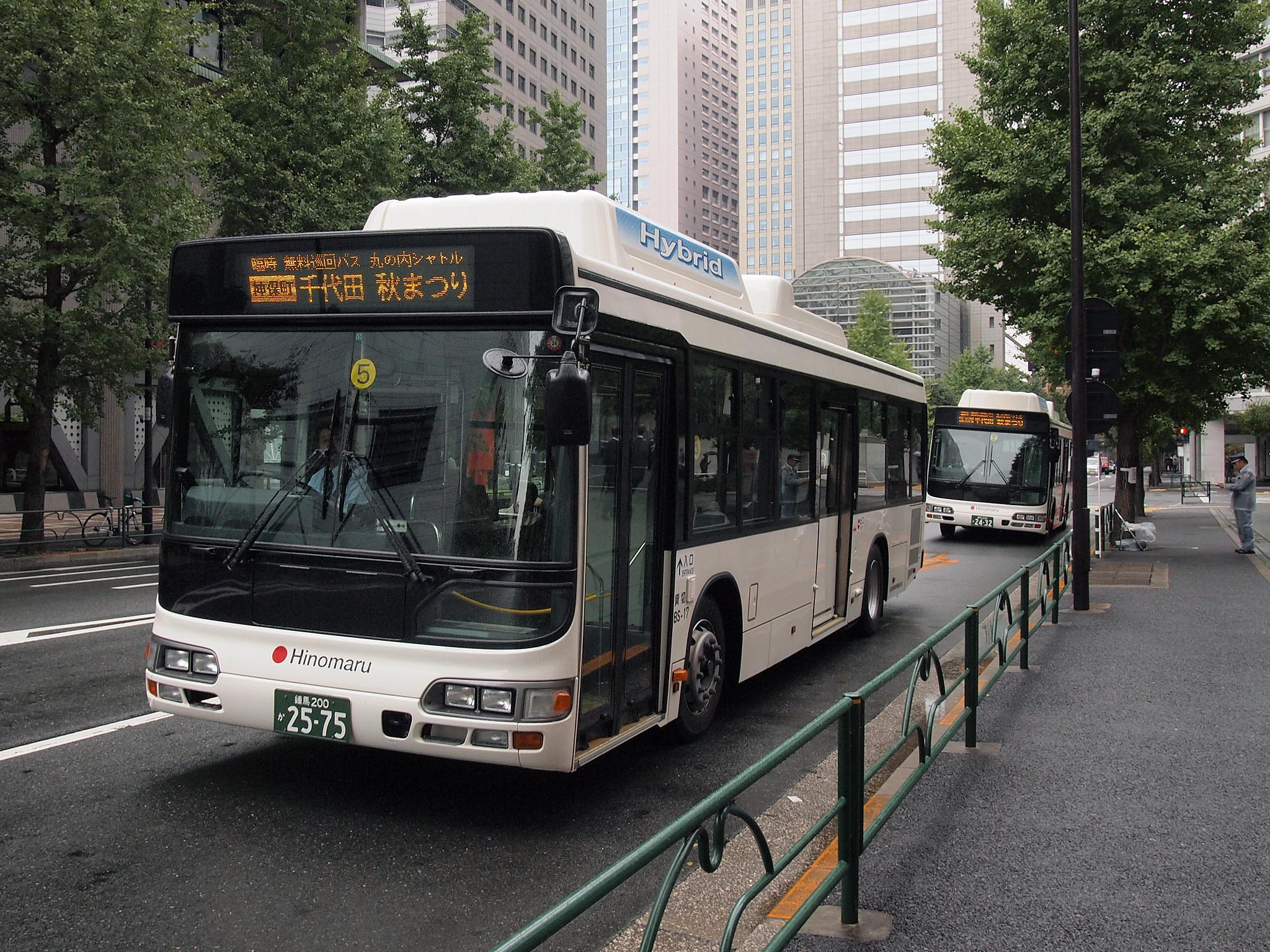
秋祭りの延長区間：神保町方面へ向かう便（前）と通常ルート：日比谷方面へ戻る便（後ろ）が東京サンケイビルで接続する （2012年10月28日）
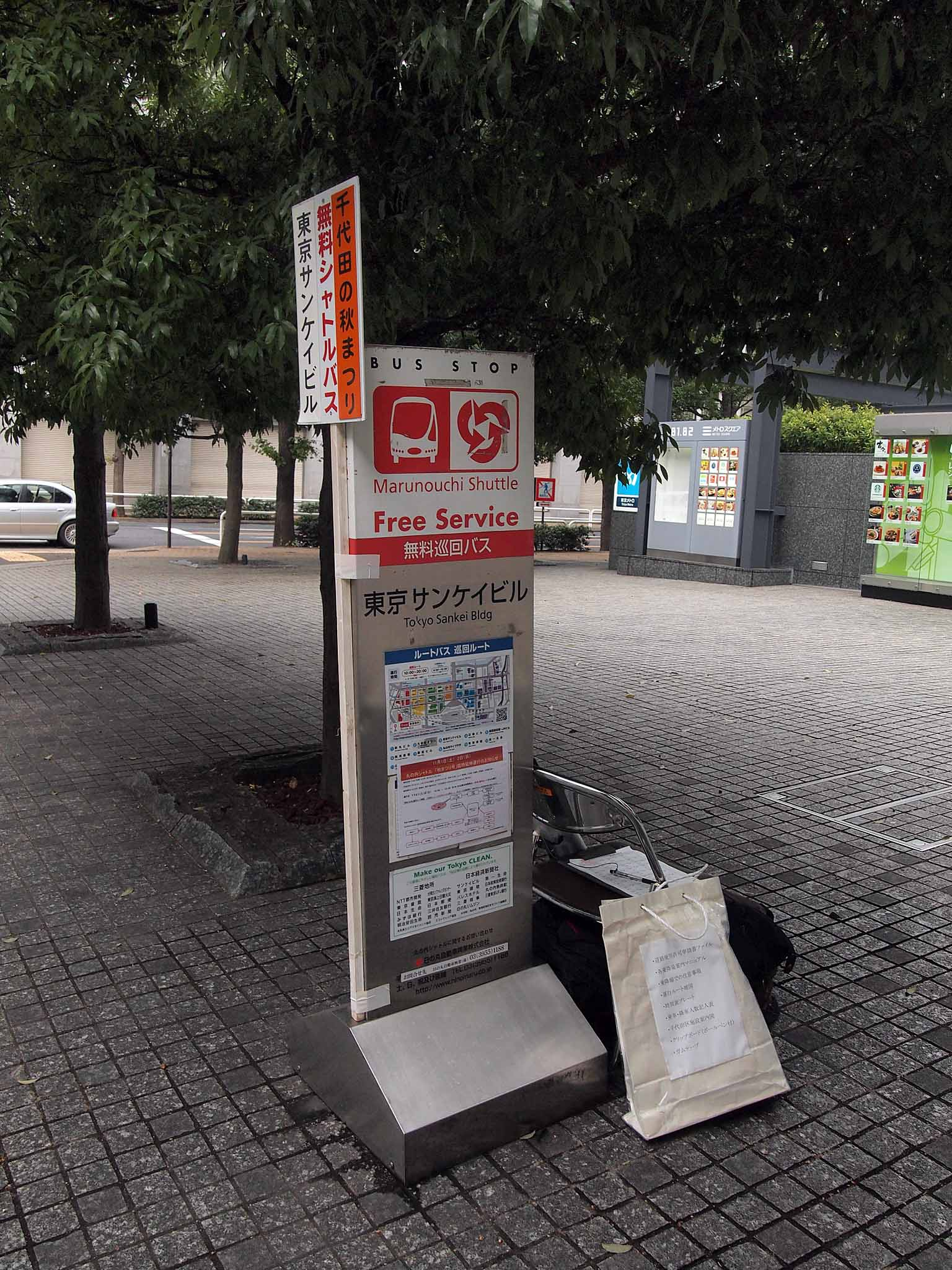
停留所に掲出されていたプラカード （2014年、東京サンケイビルにて）

※桜祭り・秋祭り延長区間の運行経路は千代田区、千代田区観光協会、千代田観光まちづくり実行委員会のウェブサイトや実行委員会が発行するガイドブックに掲載され、ガイドブックは丸の内シャトル車内や臨時停留所、千代田区内の公共施設、鉄道駅、ホテル、飲食店などで配布される。
東京マラソンおよび2020年東京オリンピック・パラリンピック開催に伴う経路変更
2007年から開催されている東京マラソンでは、内堀通りと晴海通りがマラソンコースになった関係で東京會舘・第一生命・日比谷・新国際ビルの4か所が休止（土休日は休止されていた三信ビルは2007年のみ、日比谷は2008年から）になり、10時00分から15時30分まで丸の内マイプラザ - 三菱ビルを鍛冶橋通り経由でショートカットした。また午前中はパレスホテルの構内に出入りできなくなったため、大手町・日比谷通りの三井住友銀行付近に臨時停留所を設置していた。
2009年2月1日から2012年5月までパレスホテルが建て替え工事で休業していたが、ホテルの営業再開後も当面はパレスホテル停留所を休止して日比谷通りをショートカットする。日比谷通りの読売新聞 - 郵船ビルの間にパレスホテルの代替停留所は設置されていなかったが、2009年5月8日より三井住友銀行停留所が設置されている。
2017年大会からはゴールが丸の内・行幸通りに変更されたため、東京マラソン開催日は全便が運休される。
2021年6月21日から9月30日は2020年東京オリンピック・パラリンピック開催に伴い、大名小路の東京国際フォーラム周辺が通行止めになったため、丸の内マイプラザ - 三菱ビルを鍛冶橋通り経由でショートカットする経路で運行された。当初は6月1日から実施予定であったが、新型コロナウイルス感染症の感染拡大に伴う緊急事態宣言の延長に伴い運休期間が延長されたため、短縮運転開始日も順延された。

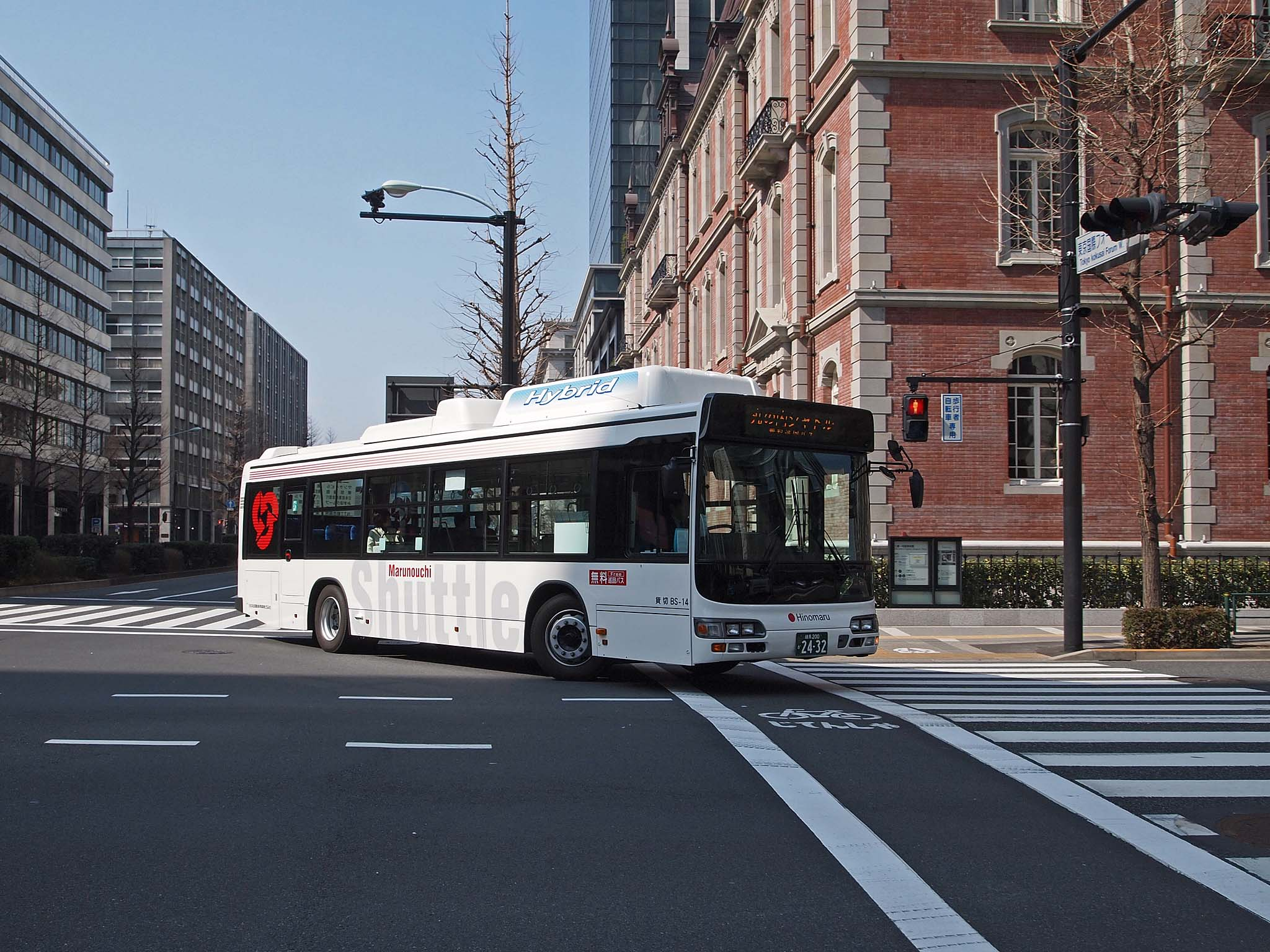
東京マラソンに伴う交通規制で鍛冶橋通りを迂回してきた丸の内シャトル （2011年2月27日、三菱一号館付近にて）
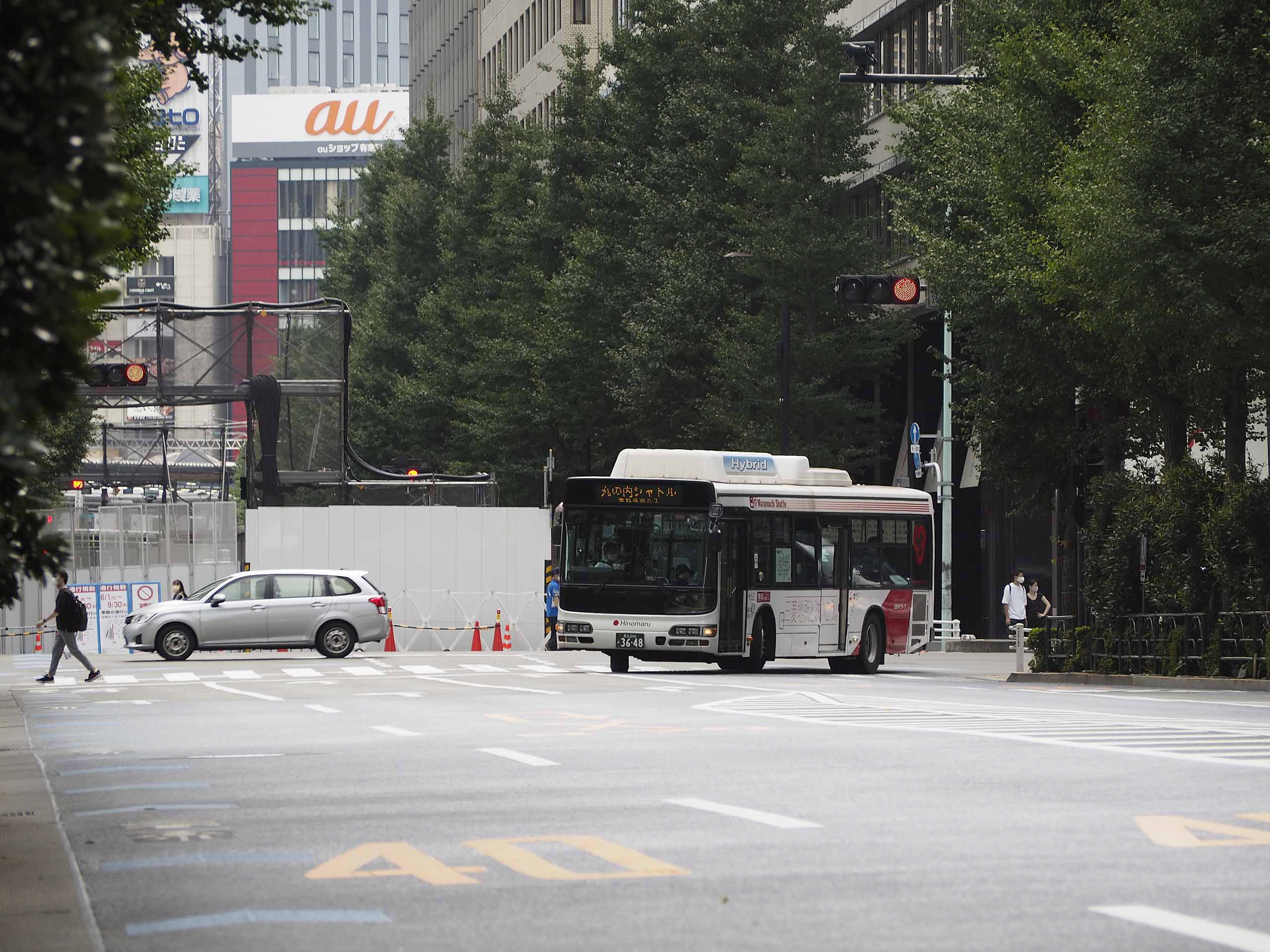
2020年東京オリンピック・パラリンピックでは東京国際フォーラム周辺が通行止めになったため鍛冶橋通りを迂回する （2021年8月29日）

2011年までの延長ルート
2011年まで東京国立近代美術館や千代田区役所など皇居の北側へ延長運転する場合は、日曜日のみ延長ルートの一部が歩行者天国（パレスサイクリング）になるため、日曜日とそれ以外の延長区間運行日で延長ルートへの出入口及び経路が異なっていた。ただし千代田桜祭り・秋祭りの延長運行では土曜日でも日曜日のルートを適用している。なおパレスホテルへの乗り入れは2009年2月より休止されているため、参考として付記する。
- 日曜日のルート
  - 東京サンケイビルを出発後に鎌倉橋交差点 - 神田橋交差点から延長区間へ向かい、日本橋室町方面から永代通り - 東京駅日本橋口 - 大手町タワー経由または金座通り - 常盤橋経由でサンケイビルへ戻る。2009年5月までは神田橋 - 読売新聞、2010年は日本経済新聞から通常ルートへ復帰していた。東京国立近代美術館往復の場合は、往路の神田橋 - 一ツ橋間が一ツ橋方向への一方通行のため復路は神田方面への一方通行路である神田警察通りを経由していた。
- 新丸の内ビル方面から日比谷方面へ急ぐ場合はサンケイビル - 読売新聞の間を徒歩でショートカットして乗り継ぐように案内されていたが、2011年の秋祭りからは東京サンケイビルを神田方面と日比谷方面の乗り継ぎ停留所に設定、日比谷方面へ向かうバスは日本橋室町方面からサンケイビルへ戻るように経路が変更されている。
- 祝日と国民の休日が月曜日 - 金曜日の場合、および土曜日のルート
  - パレスホテル前の大手門交差点から内堀通りへ出入りした。日比谷方面へ急ぐ場合はパレスホテルの手前で降り、ホテルの車寄せに設置されていた停留所で前の便に乗り継ぐことができた。

### 丸の内ダイレクトシャトル
2023年から千代田のさくらまつりに合わせて運行される無料バスで、特定の金曜・土曜・日曜に丸の内ビルから千鳥ケ淵戦没者墓苑を桜田門・半蔵門経由でノンストップで結ぶ。専用のラッピングが施され、当初は日野・レインボー1台で運行されたが、2024年から日野・ブルーリボンシティハイブリッドとの2台体制で運行される。2023年と2024年は丸の内シャトルの延長運転が行われた翌週に運行されたが、2025年は初めて延長運転と同じ週に運行された。

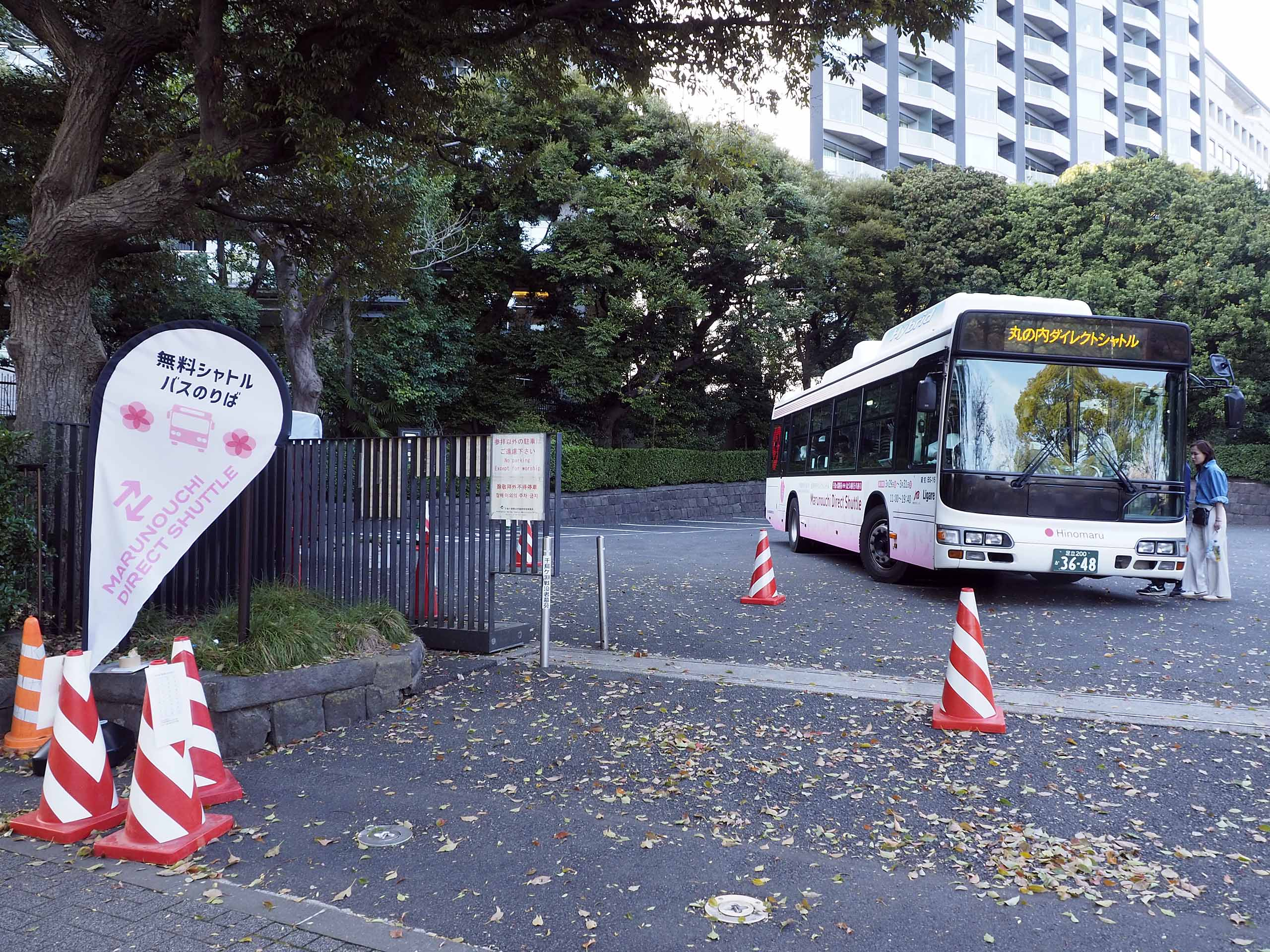
千鳥ケ淵戦没者墓苑駐車場にて（2024年撮影）
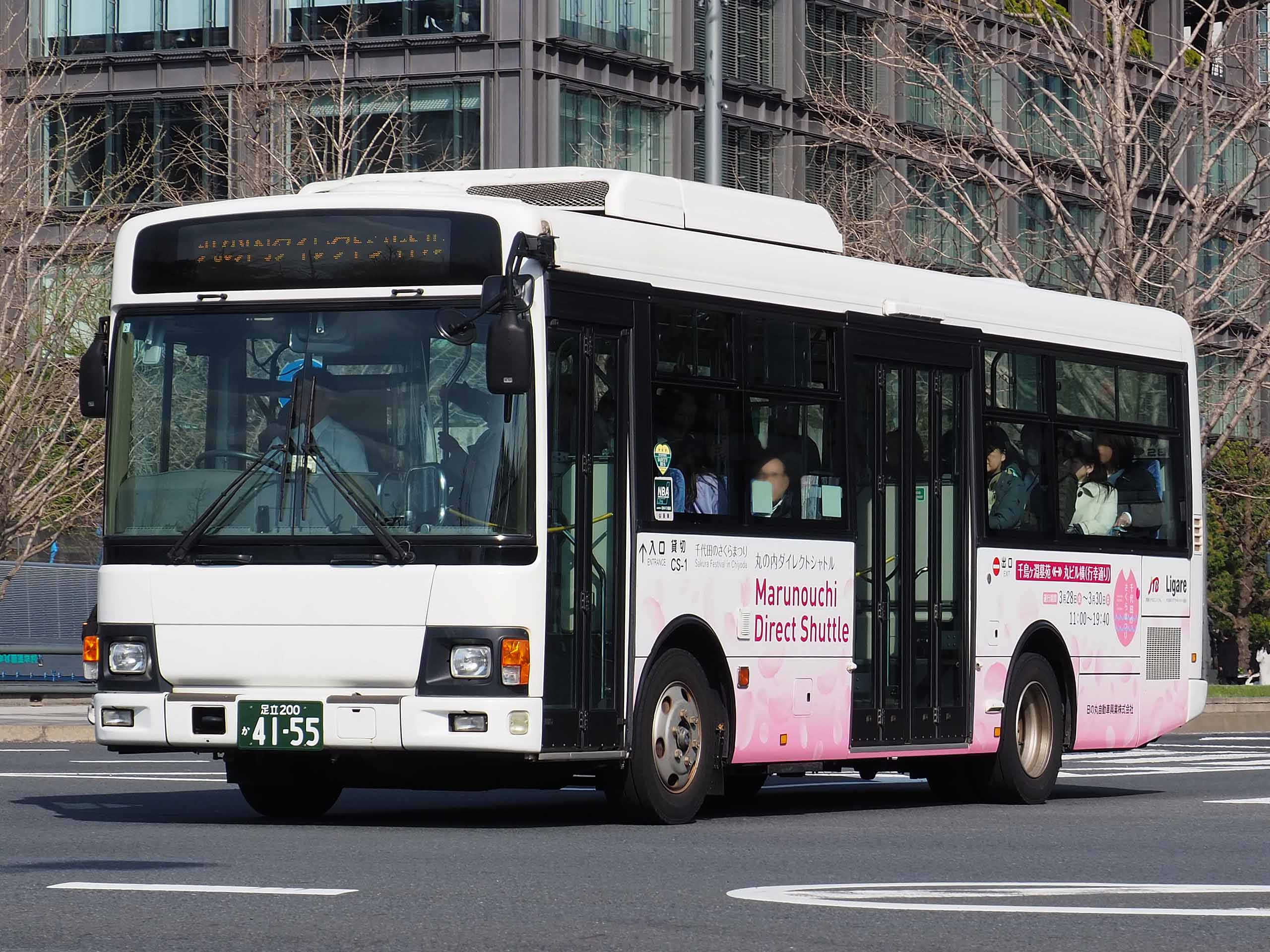
和田倉門交差点にて（2025年撮影）

### 本節の脚注
1. ↑  “平成22年3月16日 「千代田さくら祭り公式ガイドMAP 2010」を発行-無料巡回丸の内シャトル「さくら祭り号」今年は4日間運行-”.  千代田区 (2010年3月16日). 2013年11月14日閲覧。
2. ↑  “平成24年3月23日 「千代田さくら祭り公式2012ガイドMAP」発行-無料巡回丸の内シャトル「さくら祭り号」も運行-”.  千代田区 (2012年3月23日). 2013年11月14日閲覧。
3. ↑  “平成25年3月18日 千代田区 さくらまつりが3月22日から始まります～桜の開花宣言を踏えて開催日程を1週間早めました～”.  千代田区 (2013年3月19日). 2013年11月14日閲覧。
4. ↑  “平成26年3月11日 「千代田さくら祭り2014公式ガイドMAP」発行～今年も無料巡回バス丸の内シャトル「さくら祭り号」運行～-”.  千代田区 (2014年3月11日). 2014年3月18日閲覧。
5. ↑  “イベントカレンダー 2015年3月28日「無料シャトルバス」-”.   千代田区 (2015年3月5日). 2015年3月12日閲覧。
6. ↑  “広報千代田 2016年3月5日特集号「千代田のさくら特集」” (PDF).   千代田区 (2016年3月5日). 2016年3月14日閲覧。
7. ↑  “広報千代田 2017年3月5日特集号「千代田のさくら特集」” (PDF).   千代田区 (2017年3月5日). 2017年3月16日閲覧。
8. ↑  “広報千代田 2018年3月5日特集号「千代田のさくら特集」” (PDF).   千代田区 (2018年3月5日). 2018年3月15日閲覧。
9. ↑  “広報千代田 2019年3月5日特集号「千代田のさくら特集」” (PDF).   千代田区 (2019年3月5日). 2019年3月8日閲覧。
10. ↑  “広報千代田 2020年3月5日号” (PDF).   千代田区 (2020年3月5日). 2020年3月10日閲覧。
11. ↑  “広報千代田 2021年2月20日号” (PDF).   千代田区. p. 4 (2021年2月20日). 2021年4月27日閲覧。
12. ↑  “広報千代田 2023年3月5日号” (PDF).   千代田区. p. 4 (2023年3月5日). 2023年3月7日閲覧。
13. ↑  “周遊バス”.   千代田区観光協会 (2023年3月3日). 2023年3月18日閲覧。
14. ↑  “千代田さくら祭り2023公式ガイドMAP” (PDF).   千代田観光まちづくり実行委員会. p. 3-4 (2023年3月10日). 2023年3月21日閲覧。
15. ↑  “周遊バス”.   千代田区観光協会. 2024年3月22日閲覧。
16. ↑  “広報千代田 2025年3月5日号” (PDF).   千代田区. p. 4. 2024年3月22日閲覧。
17. ↑  “広報千代田 2010年10月20日号「読書に、スポーツに 神田がにぎわう秋まつり」”.   千代田区 (2010年10月20日). 2016年3月18日閲覧。
18. ↑  “広報千代田 2011年10月20日号「読書・スポーツ・食欲の秋を満喫」”.   千代田区 (2011年10月20日). 2016年3月18日閲覧。
19. ↑  “千代田さくら祭り2023公式ガイドMAP 配布場所” (PDF).   千代田観光まちづくり実行委員会 (2023年3月14日). 2023年3月21日閲覧。
20. ↑  “丸の内シャトル”.   日の丸自動車興業. 2021年6月1日閲覧。[出典無効]
21. ↑  “丸の内シャトル”.   日の丸自動車興業. 2021年5月25日閲覧。[出典無効]

## 車両
開業当初は「低公害・低騒音・低床」のニュージーランド・デザインライン製タービン電気バス「オリンバス」（ハイブリッドノンステップバス）を専属で使用していた。
アメリカのキャプストン・タービン製ガスタービン（マイクロガスタービン）により発電し、その電力による電気モーターで走行する。ディーゼルエンジンバスに対して排出ガス中のディーゼル排気微粒子 (PM) は3分の1、窒素酸化物 (NOx) は5分の1、炭化水素 (HC) は3分の1、一酸化炭素 (CO) は10分の1まで低減され、環境性能の高さをアピールしていた。
なおメトロリンク日本橋開業までは、同線で活躍する2台も簡易な装飾を施して丸の内シャトルで運用していた。
- EV-01 CHRISTCHURCH（クライストチャーチ）
- EV-05 ASHBURTON（アシュバートン） ※デザインラインの工場所在地

基本的にこの2台で運行され、定期点検や故障などの際の代替予備、延長運転の際の増発応援として、MAN製ディーゼルエンジンを搭載したデザインライン製ノンステップバスが加わる。
2009年5月8日の経路変更では、所要時間増に伴い3台で運行されるため、予備車が通常運行に加わり、東京ベイシャトル仕様の同型車が予備車を兼ねる。
2010年からは、国産ハイブリッドノンステップバスの日野・ブルーリボンシティハイブリッドが投入されている。

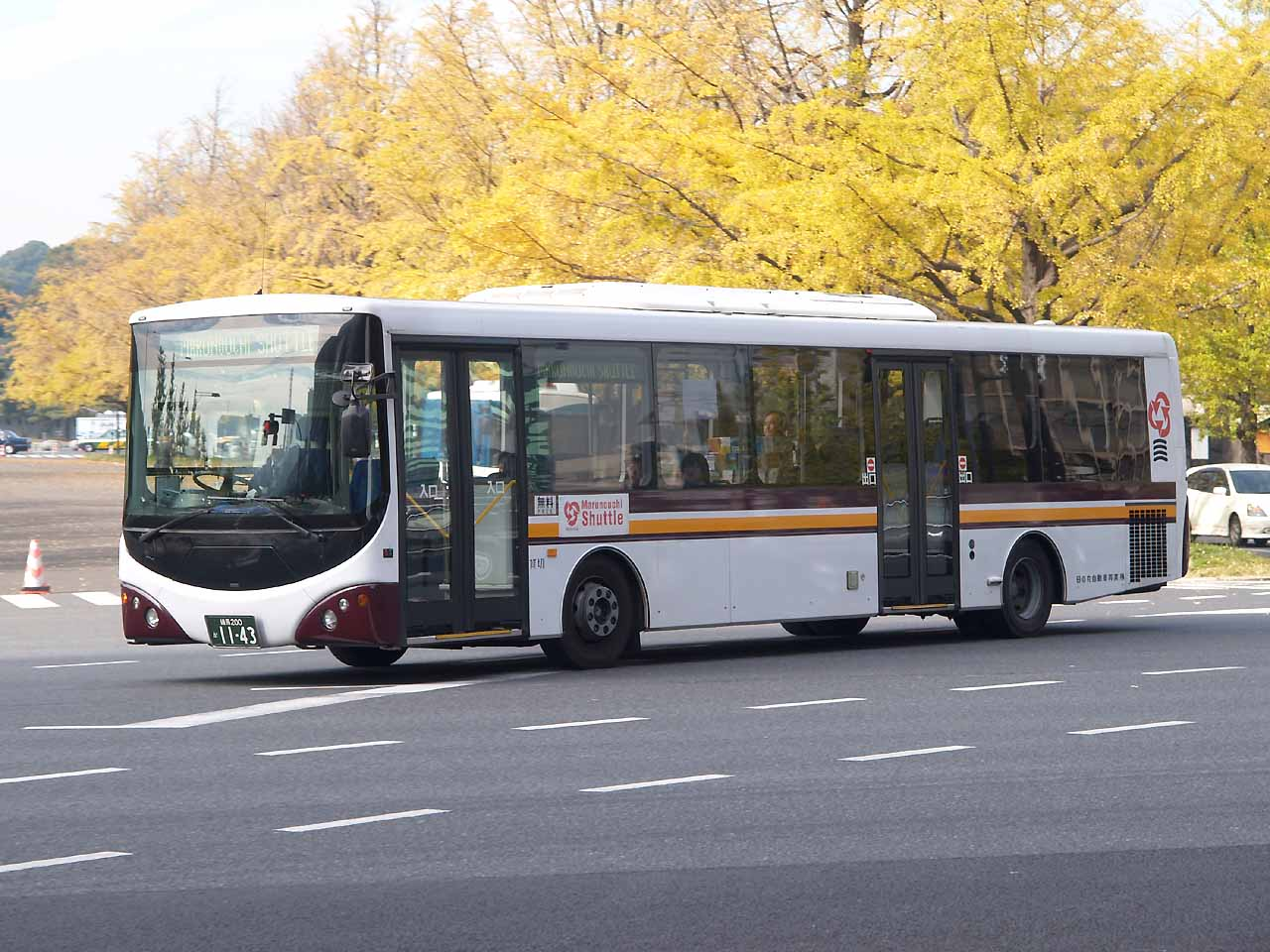
2004年に導入されたデザインライン製予備車(BS-09)
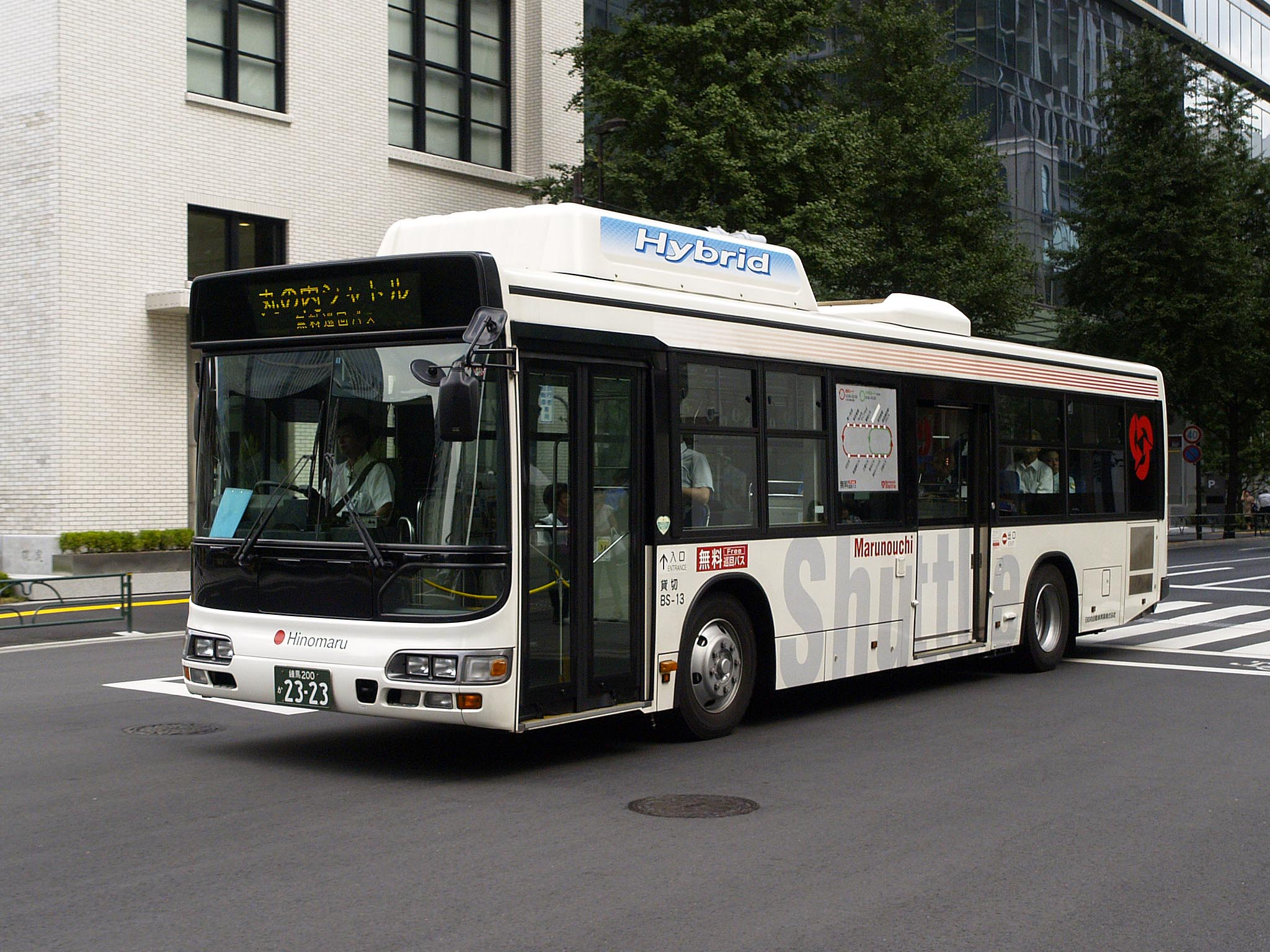
2010年に導入されたブルーリボンシティハイブリッド(BS-13)